# 過去に存在した近畿地区のダイエーの店舗
過去に存在した近畿地区のダイエーの店舗（かこにそんざいしたきんきちくのダイエーのてんぽ）は、株式会社ダイエーおよび子会社の近畿地区における閉鎖店舗を掲載している。
かつてフランチャイズ提携によりダイエーの店舗として営業していた店舗で、フランチャイズ中の閉店、フランチャイズ契約解除による離脱の店舗については過去に存在したダイエーのフランチャイズ店舗を参照。
- 無印はダイエー。それ以外は基本的にブランド名を記述。
- 店舗名の後ろについている×は現在建物が解体された店舗。
- （）内の旧:○○は、運営していた会社の変遷。ただし、閉店直後の運営会社については下記に記述する。
- SC名称は届出が出ていた店舗のみ可能な限り記述する。

## 滋賀県
- ハイパーマート彦根店 → ディー・ハイパーマート彦根店[1]（1995年（平成7年）11月[2] 28日 - 2002年（平成14年）8月[2]） 彦根市高宮町1520-1[3]
店舗面積6,413m2[4]
当初は直営であったが、1999年（平成11年）8月1日に株式会社ダイエー・ハイパーマートに[広報 1]、さらに2000年（平成12年）9月1日に株式会社ディー・ハイパーマートに移管された[1]。
現在は、2階がBOOKOFF SUPER BAZAAR彦根店、1階がホームセンターナフコ彦根店となっている。ミドリはまだハイパーマートとして営業していた時（2000年（平成12年）秋頃）から入居していたが、2012年（平成24年）4月6日に約500メートル先の滋賀県北部最大の大型商業施設、ビバシティ彦根の中に移転した。ミドリになる前は、この部分にアヤハディオが入っていた。

- 近江八幡店（1987年（昭和62年）11月20日[5][6] - 2007年（平成19年）2月12日[2][7][8][9]） 近江八幡市桜宮町202-1 サルビアタウン[6]
敷地面積約9,000m2[6]、鉄骨鉄筋コンクリート造地上6階建て塔屋2階[6]、延べ床面積約38,187m2[6]、店舗面積約9,970m2[6]（当社店舗面積約6,920m2[6]）、駐車台数約1,500台[10]。
ダイエーの滋賀県内初の店舗[2]。
売り場は1階から3階まであった[2]。駐車台数は約1,500台であった[10]。
近江八幡中央商業開発が開発した「サルビアタウン」の核店舗として開業したもので、地元の小売店との共存共栄を掲げていた[11][12]。こうした承認までの経緯は、小売業者の反対を消費者の賛成を背景に乗り越えた形となった[13]、
当店の進出計画は近江八幡市を二分して激しい議論を巻き起こし[14]、商調協はダイエー進出について1985年（昭和60年）1月に結論を出すことが出来ずに結論を持ち越す形となった[15]。その後、規模を計画より縮小して進出を認めること答申が出て[16][17]、1986年（昭和61年）10月16日に正式に進出が了承された[18]。
その後、1990年（平成2年）2月23日に売り場面積を約3,600m2増床して新装開業している[19]。
滋賀県は地元平和堂の牙城で、西友以外の大手スーパーマーケットの進出がほとんどなく[注釈 1]、ダイエーも近江八幡店の開店により全国制覇を達成したと言われている。[要出典]
閉店後、平和堂が建物を買い取り[20]、3か月かけて大幅に改装、2007年（平成19年）6月1日に平和堂アル・プラザ近江八幡が開業した[21]。
堅田店と同時期に閉鎖される候補に上がっていたが、市中心部の空洞化を懸念する地元からの要望もあり閉店が見送られていた。しかし、近隣にあった市民病院が2006年（平成18年）10月に移転するなど周辺環境の変化もあり閉店。[要出典]
近江八幡店の閉店により滋賀県からダイエーの本体の店舗は2017年8月11日に瀬田店が出店するまで一度消滅することになる。ダイエーは滋賀県進出に際して平和堂をライバルと想定していたが、皮肉にも平和堂に居抜き出店を許すことになってしまった。[要出典]

- 堅田店（1988年（昭和63年）11月23日[22][23] - 2005年（平成17年）11月27日[24][25]） 大津市今堅田2丁目[24]
ドライブインを兼ねていた「観光デパートサクラ・サクラスーパー」を増床する形で新装開業した「ラックヴュール大津」の核店舗として出店していた[22]。
直営店舗面積約8,493m2[26]。駐車台数は約1,400台であった[22]。
1986年（昭和61年）7月に「さくらショッピング・プラザ」の核店舗として1987年（昭和62年）秋に開業する計画が表面化[27]。その影響で、地元の堅田商工会は会員の一部が、当店の進出に関連する理事会の議事録の内容などを巡って会長を告訴するなど、激しい内部対立が生じた[28]。1988年（昭和63年）1月30日に「さくらショッピング・プラザ」として着工に漕ぎ着け[29]、1988年（昭和63年）11月23日に「ラックヴュール大津」の核店舗として開業した[22][23]。

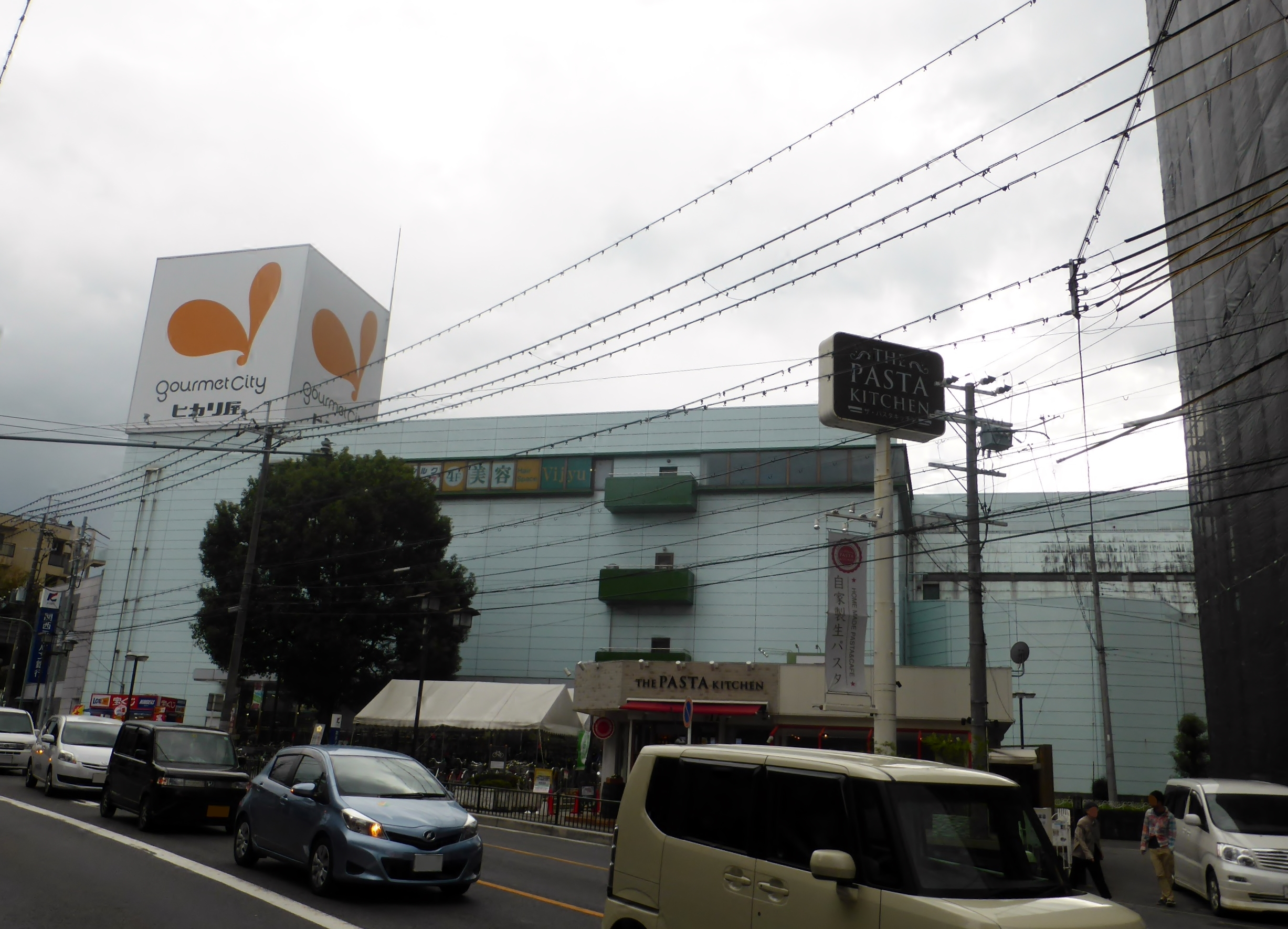
グルメシティヒカリ屋瀬田店

- ヒカリ屋瀬田店→グルメシティヒカリ屋（旧:グルメシティ近畿、1975年（昭和50年）12月[30] - 1990年（平成2年）4月:ダイエーグループ入り[31][31] - 2016年（平成28年）2月29日） 大津市一里山1-3-1[32]
ヒカリ屋の本社が置かれた店舗でもあった。[要出典]
店舗老朽化の為、閉店。建て替えを経て、2017年（平成29年）8月11日に「ダイエー瀬田店」として再開業[広報 2]。近江八幡店の閉店以来、10年半ぶりとなる「ダイエー」店舗での再出店を果たした。

- 浜大津OPA（1998年（平成10年）3月27日[33] - 2004年（平成16年）3月31日[34]）明日都浜大津
1983年（昭和58年）に都市計画決定された「浜大津駅前B地区」の核店舗として1990年（平成2年）に高島屋が出店することで市街地再開発準備組合と合意し[35]、1991年（平成3年）1月17日に「浜大津駅前B地区市街地再開発組合」が発足[36]。同年7月には商調協で申請通りの店舗面積を認められ[37]、同年度内の着工を目指したが[38]、11月に地権者の権利変換の調整が難航して着工が延期された[39]。1992年（平成4年）8月にバブル崩壊に伴って高島屋が出店辞退を表明し[40]、大津市や再開発組合側は補償交渉を行うと共に[41]、高島屋と競合して出店を目指していた百貨店8社に交渉を持ちかけたが[42]、百貨店で代わりに出典を希望する企業はなかった[43]。
1994年（平成6年）6月に「ダイエーアゴラ」が核店舗として出店することになり[44]、1995年（平成7年）11月27日に起工した[45]。
1997年（平成9年）3月に行われた事前説明会で当店の中にスーパーのダイエーとしても出店すると表明したが、地元の商店街などが強く反発[46]。同年5月に地元の反対は無関係としつつも、スーパーのダイエーの出店を撤回した[47]。
京阪電鉄浜大津駅西側の「明日都浜大津」の核店舗として1998年（平成10年）3月27日に開業し[33]、開業当初は若者を中心として集客して[48] 浜大津駅の利用者数が約2.6倍に伸びた[49]。
しかし、売上が伸び悩んで空き店舗が多く出たことから開業翌年の1999年（平成11年）9月に早くも大津市が対応に乗り出す事態に陥り[50]、そこで、客層を家族向けに転換して集客力を高めることを目指し[51]、2000年（平成12年）5月8日にユニクロやライトオンなどを入居させてカジュアル向けを強化して新装開業した[52]。
だが、2003年（平成15年）には集客力が開業当初の約半分に落ち込んで2階部分の約80%が空き店舗となるなど低迷が続き[53]、2003年（平成15年）3月に撤退を表明し[54]、2004年（平成16年）3月31日に閉店した[34]。
店舗跡は、2003年（平成15年）6月に十字屋の所有する床の持ち分を寄付することを大津市に申し入れ[55]、同年10月に市が受け入れて所有権が移転されることになった[56]。
大津市は福祉関係などの公的施設を9施設入居させて、2006年（平成18年）4月29日に新装開業したが、新規出店は皆無で1階の約40%が空きフロアのままとなった[57]。
その後、2006年（平成18年）12月2日に核店舗としてコジマNEW大津店が1階に出店したが[58]、2012年（平成24年）9月23日に閉店した[59]。

## 京都府

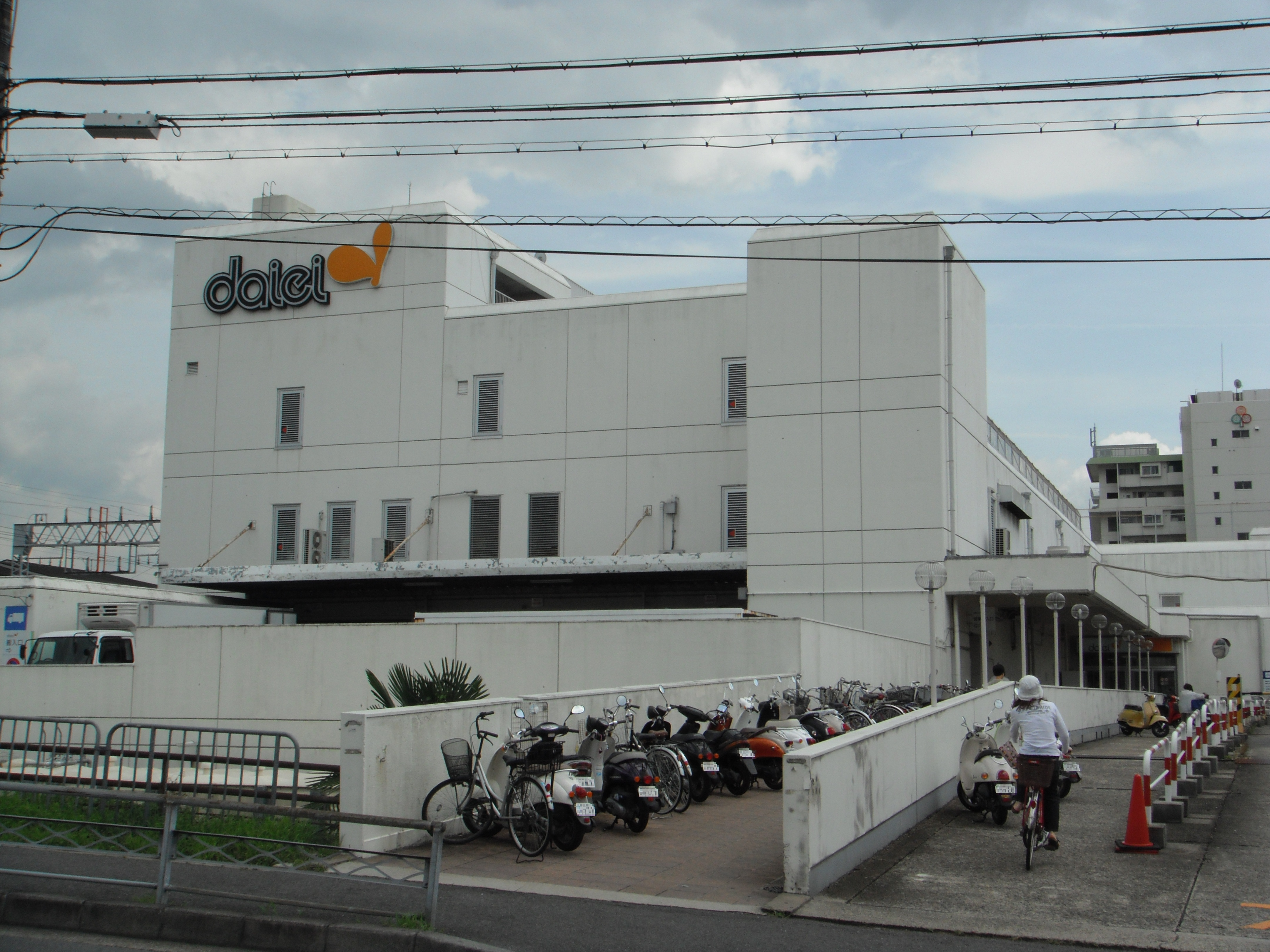
ダイエー藤森店

- 藤森店×（1975年（昭和50年）6月28日[60] - 2013年（平成25年）5月6日[広報 3][61]） 京都市伏見区深草キトロ町82[60][62] SC名称:藤の森ショッパーズプラザ[62]
敷地面積約10,164m2[62]、鉄筋コンクリート造4階建て・塔屋1階[62]、延べ床面積約12,914m2[62]、店舗面積約6,910m2（直営5,651m2）[広報 4]、駐車台数約200台[60]。
京阪藤森駅前に出店しており[63]、3階にフィットネスクラブなども入居していた[広報 4]。
店舗跡は、長谷工コーポレーションと京阪電鉄不動産、名鉄不動産が分譲マンションを計画[63]。

- サカエ京極店[64]→グルメシティ京極店[64]（1967年（昭和42年）4月[65] - 2014年（平成26年）7月31日[64][広報 5]） 京都市中京区六角通り寺町東入桜ノ町420[66] 京都松竹ビル[65]
地下1階地上3階建てに店舗が所在した[64]。建物の老朽化と利用者激減のため[64] 2014年7月末で閉鎖された[広報 5]。
延べ床面積約5,291m2[65]、店舗面積1,849m2[66] → 2,196m2[67]。
閉店時の直営店舗面積約1,933m2[広報 5]

- グルメシティヒカリ屋山科店（旧:ヒカリ屋→グルメシティ近畿（?-2018年 (平成30年) 11月30日閉店[68]）京都市山科区椥辻草海道町15[32]
店舗老朽化の為、2018年11月30日閉店。建て替えて、2019年12月6日に「イオンタウン山科椥辻」の核店舗として、「イオンフードスタイル山科椥辻店」を開店した[68]。

- ヒカリ屋京都店→グルメシティヒカリ屋京都店（旧グルメシティ近畿)（?-?）京都市北区鞍馬口通室町東入小山町[32]
「鞍楽ハウディ」2階のテナントとして衣料品のみを取り扱っていた。2016年 (平成28年) 12月31日をもって閉店した。[要出典]
- グルメシティ西大路店 (2012年 (平成24年) 10月17日[69] - 2022年 (令和4年) 10月31日[70])　京都市南区吉祥院清水町36[要出典]
地上2階建[70]、売場面積約580m2[70]。
大黒屋西大路店跡へ居抜き出店した[69]。
- サカエ男山店（1982年（昭和57年）-1994年）八幡市男山笹谷4-4[要出典]

- サカエ京都七条店（1971年（昭和46年）12月[67] - ?[要出典]）京都市下京区西七条北衣田町49[66]
延べ床面積約5,043m2[71]、店舗面積1,706m2[66] → 2,873m2[67]。

## 大阪府

### 大阪市

#### 旭区
- 千林駅前店（1957年（昭和32年）9月23日[72][73] - 1974年（昭和49年）9月29日[74]） 大阪市旭区千林町3-236[75]
店舗面積87m2[72]。
千林商店街にあったダイエーの第1号店[73]。開店当初は「主婦の店ダイエー薬局」と称し、いわゆるドラッグストアであった[73]。のちに「ダイエー千林駅前店」となったのち閉店した[76]。店舗跡はマクドナルドのハンバーガー店となり[76]、2012年時点でも建物が現存して同じドラッグストアとなっている[77]。
後に開業した千林店に統合される形で閉店した。閉店後は、マクドナルド、ロッテリア、無名ハンバーガー店、喫茶店、お持ち帰り寿司店、中華惣菜店など飲食店に姿を変えた。1998年（平成10年）に協和商事が運営するドラッグストア「オーエス京阪千林店」が開店し現在に至る。[独自研究?]建物は20余年を経て、ダイエー・主婦の店と同じ業態に先祖返りしている[78]。

- 千林店 → トポス千林店（1961年（昭和36年）7月10日[79] - 1984年（昭和59年）2月業態転換[80] - 2005年（平成17年）10月31日[81]） 大阪市旭区千林2丁目13番24号[79][82] SC名称:樋口ビル[65]・千林ショッパーズ
鉄筋コンクリート造地下1階地上3階建て[83]、延べ床面積約6,261m2[65]、店舗面積4,342m2[82]、駐車台数約44台[84]。
1931年（昭和6年） の高架化移転以前の京阪電鉄森小路停留所（現在の千林駅）跡地[85] で開業した映画館「千林松竹」跡に開店[86]。1984年（昭和59年）5月2日にトポスに業態変更。閉鎖当時までは現存店舗で最古であったため、大変狭くて、品揃えも少なく、隣接地である鶴見区と守口市にイオンなどの郊外の大型店に客足を奪われ2005年（平成17年）2月期の売上高はピーク時の3分の1以下の19億円となった為、創業者の中内㓛の逝去直後に創業の地から撤退した[87]。閉鎖後の建物は3年間手付かずの状態だったが、2009年（平成21年）秋までに取り壊されて跡地には延田エンタープライズのパチンコ店「123千林店」が2010年（平成22年）1月に新築開業した。[独自研究?]

- 千林家具センター（1966年（昭和41年）3月[88] - ?） 大阪市旭区千林町[89]
売場面積約440m2[88][90]
跡地は東洋学園高等専修学校。[独自研究?]

- サカエ旭店 → グルメシティ旭店　(1999年 (平成11年) 10月 - 2020年 (令和2年) 8月17日閉店) 大阪市旭区中宮1-10-15

#### 淀川区・東淀川区・西淀川区
- (初代) 三国店 → グルメシティ三国店×（1960年（昭和35年）11月17日[79] - 2002年（平成14年）11月29日[91]） 淀川区西三国4-8-10[79] SC名称:三国ショッパーズプラザ（旧SC名称も同名を使用）
売場面積約715m2[92] → 約1,852m2[92]。
三国ビルの1階から3階に出店しており[92]、当社初の生鮮食料品を主力とする店舗として開店した[93]。
1973年（昭和48年）11月30日に増床して新装開店した[92]。
後述の（2代目）「ダイエー三国店」とは歴史的に別店舗。

- マルナカ三国店 → (2代目) 三国店 (旧:山陽マルナカ[94]、2011年 (平成23年) 9月29日 - 2024年 (令和6年) 10月31日[95]) 淀川区十八条2-18-48[96]
2011年（平成23年）9月29日に山陽マルナカが「マルナカ三国店」として開設した店舗[95]。
2019年（平成31年）3月1日に山陽マルナカからダイエーへ譲受された「マルナカ三国店」（大阪市淀川区十八条2丁目18-48）が2021年（令和3年）12月1日に屋号変更し、（2代目）「ダイエー三国店」となった[95]。山陽マルナカからの継承店舗では最初の閉鎖店舗となる[97]。

- 上新庄店（1980年（昭和55年）5月2日[98] - 2005年（平成17年）10月31日[81]） 東淀川区大隅1-6-12[98] SC名称:レインボープラザ上新庄[98]かみしんプラザ（旧ダイエー上新庄店）

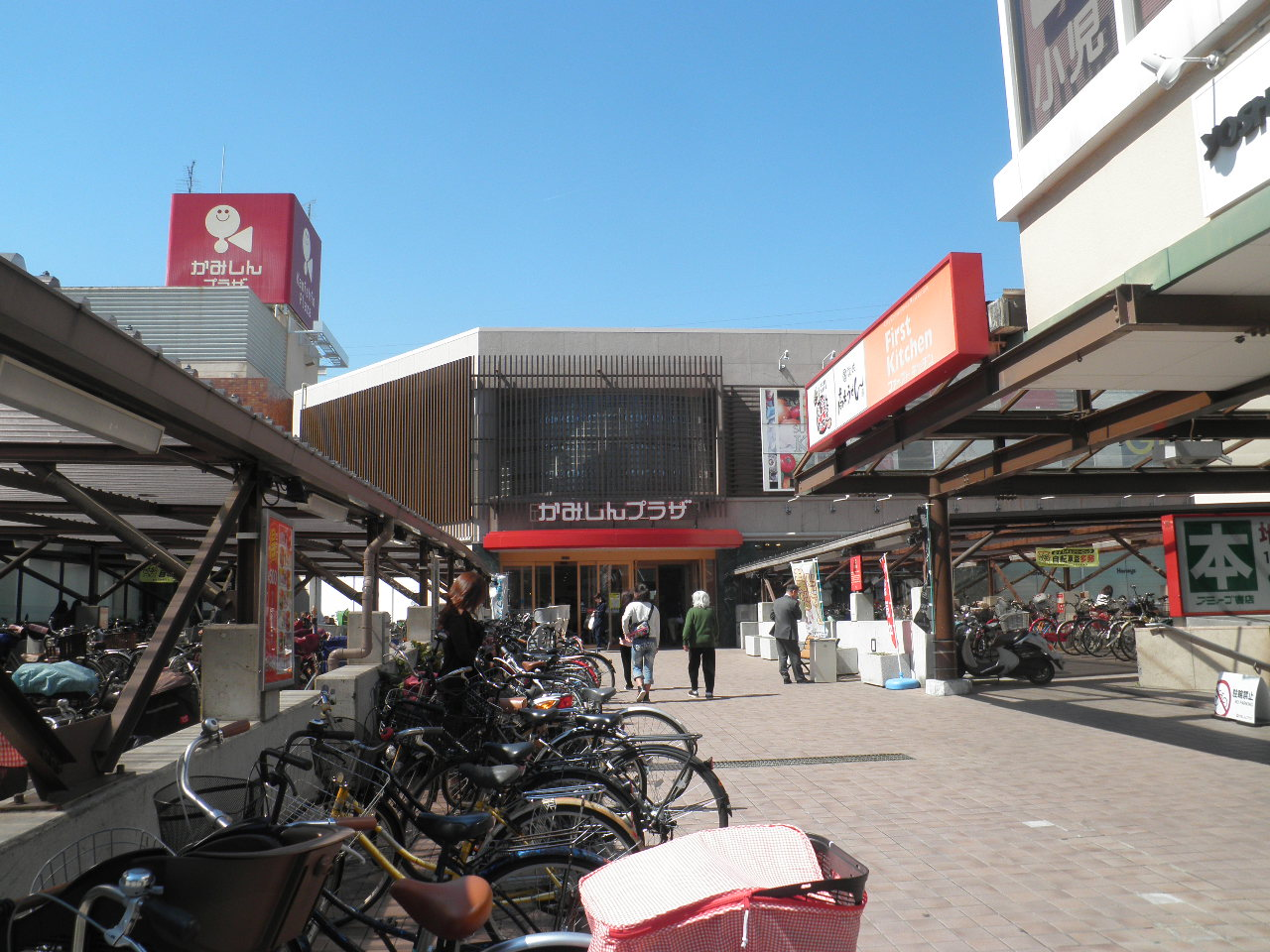
かみしんプラザ（旧ダイエー上新庄店）

敷地面積約10,716m2[98]、鉄筋コンクリート造地下1階地上2階建て塔屋1階[98]、延べ床面積約17,971m2[98]、店舗面積約10,682m2[98]（当社店舗面積約5,940m2[98]）、駐車台数約300台[98]。
株式会社 三津富が所有する「レインボープラザ上新庄」内に出店[99]。現在はかみしんプラザ。
店舗面積9,519m2[65]、延べ床面積約18,931m2[65]。

- グルメシティ千船店（1973年（昭和48年）12月[100] - 2024年（令和6年）6月23日閉店[101])  西淀川区佃3-3[102]
店舗面積2,227m2[102]
阪神電鉄千船駅前に出店していたが2024年（令和6年）6月23日に閉店し、移転する形で、同月27日に千船駅の高架下の商業施設「アバリーナ千船」の改装時に1階にダイエーが運営する「イオンフードスタイル千船店」を開店した[101]。

#### 都島区・城東区
- サカエ友渕店 → グルメシティ友渕店（1977年（昭和52年）1月[99] - 2009年（平成21年）2月22日） 大阪市都島区
グルメシティ近畿の店舗。

- 京橋店（1971年（昭和46年）11月26日[103][104] - 2016年（平成28年）2月29日） 大阪市都島区片町2-3-51[103][104] SC名称:京橋ショッパーズプラザ[103]
敷地面積約15,029m2[103][104]、鉄筋コンクリート造地上6階建て塔屋1階[104]、延べ床面積約35,906m2[103]、店舗面積約19,702m2[103] → 20,676m2[104]（直営店舗面積約11,296m2[104]）、駐車台数約150台[104]。
ダイエーの旗艦店の一つであった。2016年（平成28年）3月1日に本州の総合スーパー29店舗が「イオンリテールストア」に承継されて[105]、運営がイオンリテールへ移行し[106]、同年3月10日にイオン京橋店として新装開店した[106]。（その後、2019年9月30日を以って再開発のため完全閉店）[要出典]

- サカエ京橋店 → グルメシティ京橋店（旧:丸栄商事、1975年（昭和50年）1月[100][107] - 2011年（平成23年）10月31日） 大阪市城東区蒲生町3-15[108]
店舗面積約426m2[108]。
グルメシティ近畿の店舗。食品中心の小型スーパーであった。丸栄商事の「マルエー京橋店」として開店し、「サカエ京橋店」を経て「グルメシティ京橋店」となるが、近年の業績の伸び悩みから閉鎖。[要出典]近隣に京橋店が存在するが、同じダイエー系列で同じ地名の店舗名という全国で唯一の例であった。[独自研究?]

- サカエ関目店 → グルメシティ関目店（旧：丸栄商事、1973年（昭和48年）10月[100] - 2012年（平成24年）9月30日） 大阪市城東区関目5-12-27[109]（関目町3-83-1[108]） SC名称:グランシャレ一関目[109]
店舗面積約564m2[108]。

現在はスギドラック。

#### 中央区・北区
- サカエ平野店（1951年（昭和26年）6月[110] - ?）　大阪市東区平野町2-27[110][66]（現：大阪市中央区）
店舗面積約132m2[110] → 約86m2[66]

- サカエ難波店（1960年（昭和35年）4月[111] - ?）　大阪市南区難波新地5-42[111]（現：大阪市中央区）
店舗面積約1,114m2[111]

- サカエ戎橋店→ファッションデポ店[要出典]（1959年（昭和34年）4月[112]-?）　大阪市中央区難波新地5-42[66]
店舗面積約1,290m2[66][113]

- プランタンなんば → 2000年（平成12年）3月1日にカテプリなんばへ名称変更[114]（旧：オ・プランタンジャポン→ダイエー→プランタンなんば→プランタンデパート関西、1984年（昭和59年）1月14日[115] - 2000年（平成12年）3月21日 - 2000年（平成12年）12月[4] 31日） 大阪市中央区千日前2-10-1[115] SC名称:エスカール[115]
敷地面積4,155.9m2[116]、鉄骨造・鉄筋コンクリート造地下4階地上9階建[116]、延べ床面積37,419.73m2[116]、売場面積約20,527m2[115]（直営売場面積約15,921m2[115]）
プランタンとしてオープン。最盛期となった1990年（平成2年）2月期の売上高は122億円であったが2000年（平成12年）2月期には60億円に落ち込んでいた。次年度の売上高が営業赤字になる恐れから閉鎖[117]。閉店後は、ダイエーグループが所有したままエスカールなんばとなった（核店舗はビックカメラ）が、2004年（平成16年）に売却された[118]。

- フーディアム堂島（2011年（平成23年）9月1日[119] - ）大阪市北区
近畿地区でフーディアムの1号店として開店した[119]。

#### 阿倍野区・天王寺区・生野区・東成区
- サカエ阿倍野店 → グルメシティ阿倍野店×（1964年（昭和39年）7月[67]1日 - 2012年（平成24年）12月31日） 大阪市阿倍野区王子町4-2-21[66]
店舗面積約914m2[66]。

- グルメシティ桃谷店（旧:丸栄商事→サカエ、1965年（昭和40年）11月[100][120] - 2010年（平成22年）8月31日） 大阪市生野区桃谷1-11-30[108][109]
店舗面積約1,105m2[108]。
グルメシティ近畿の店舗。桃谷駅前商店街内。「マルエー桃谷店」として開店し、「サカエ桃谷店」を経て「グルメシティ桃谷店」となるが、近年の業績の伸び悩みや建物の老朽化などから閉鎖された。[要出典]
後釜に、スーパーサーブ桃谷味道館（閉店）→スギ薬局桃谷店[要出典]

- サカエ森の宮店 → グルメシティ森の宮店（旧：丸栄商事、1966年（昭和41年）11月[100] - 2012年（平成24年）7月31日） 大阪市東成区中本1-4-13[108]
店舗面積約742m2[108]。

#### 住吉区・東住吉区
- {サカエ住吉店 → グルメシティ住吉駅前店（1963年（昭和38年）12月[121]2日[要出典] - 2011年（平成23年）12月31日） 大阪市住吉区粉浜東之町5-139[121][66]
店舗面積約1,036m2[66]。
グルメシティ近畿が運営していた。サカエ住吉店として開店。
- サカエあびこ道店 → グルメシティあびこ道店（旧：丸栄商事我孫子道店、1974年（昭和49年）10月[107] - 2012年（平成24年）8月31日） 大阪市住吉区墨江西6-96[108]
店舗面積約363m2[108]。

- 駒川店（1971年（昭和46年）6月25日[122] - 1985年（昭和60年）2月閉店[123]） 大阪市東住吉区駒川町8-19-6[124]
売場面積約2,548m2[122] → 約3,623m2[123]

- サカエ駒川店 →針中野駅前店（1963年（昭和38年）10月25日[125] - 閉店日不明） 大阪市東住吉区駒川町8-26[125][126]
店舗面積約1,172m2[125]。
食品比率約50%の店舗だった[125]。
建物の西半分に[要出典]1987年（昭和62年）11月に「マツヤデンキ針中野店」が開店[127]。
※東半分は解体後時間貸し駐車場となっていた。[要出典]

#### 住之江区
- d's home shop南港ATC店（1997年（平成9年）3月8日[128] - 2004年（平成16年）8月31日[要出典]） 大阪市住之江区
売場面積約1,300坪[129]
南港のアジア太平洋トレーディングセンターに出店していたホームファニシング専門大店で、カフェレストラン「ディズ カフェ」を併設していた[128]。
- Kou'S大阪南港店（1994年（平成6年）7月1日[130] - 2002年（平成14年）8月30日） 大阪市住之江区
店舗面積約13,089m2[131]。
旧子会社である、株式会社ダイエー・ホールセールクラブ・コーポレーションの運営店舗。
現在は中古車販売のカーチスが営業中。[要出典]
- 旧:ユニード鶴見橋店（1971年（昭和46年）4月28日[132] - 1977年（昭和52年）5月[133]）
閉店後、スーパーはやしが出店。[要出典]

#### 平野区

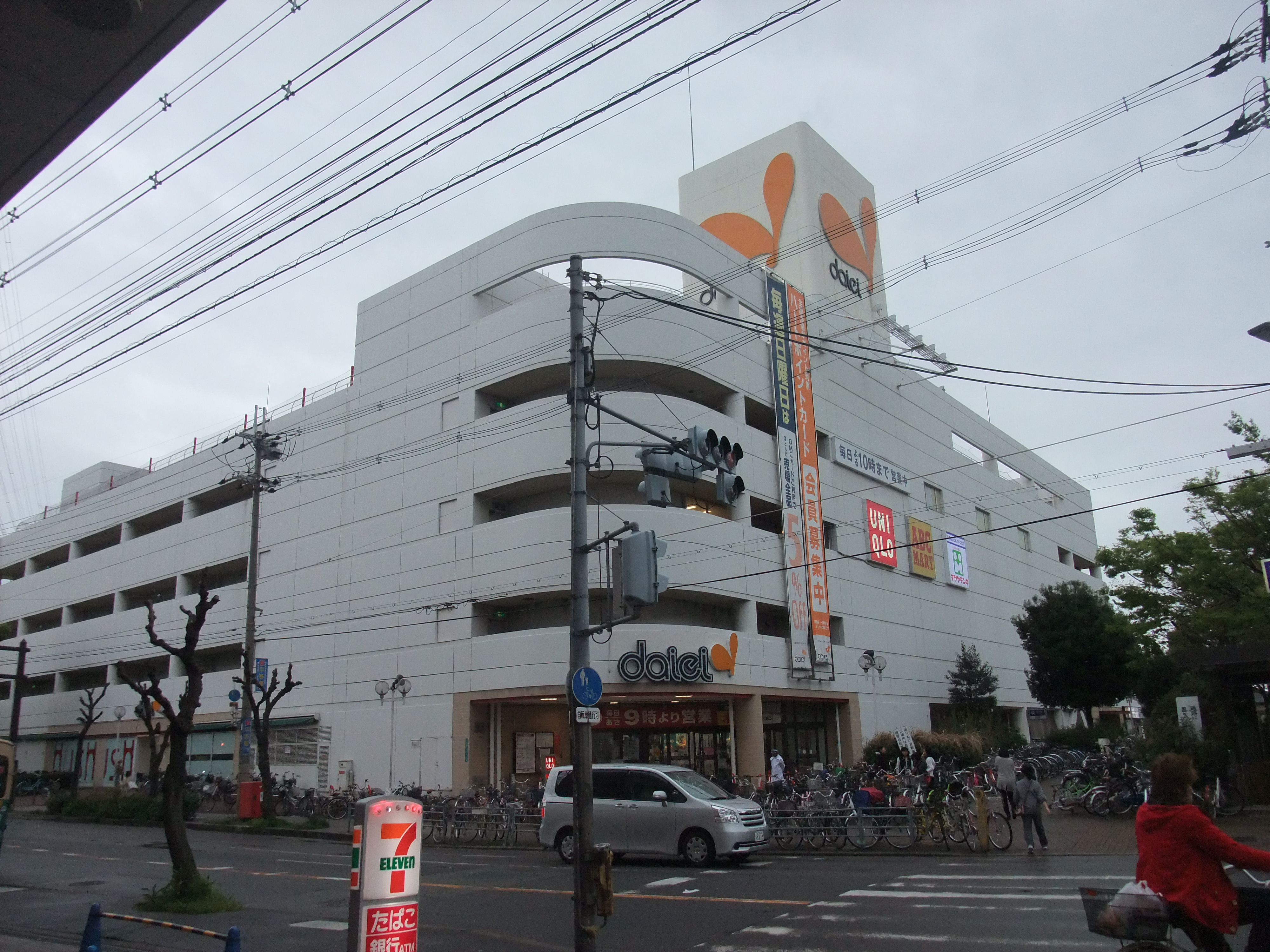
長吉店

- 長吉店（1987年（昭和62年）3月30日[134] - 2016年（平成28年）2月29日） 大阪市平野区長吉長原1-1-10[134]
敷地面積約12,412m2[134]、鉄筋コンクリート造地下1階地上5階建て塔屋1階[134]、延べ床面積約54,667m2[134]、店舗面積約18,393m2[134]（当社店舗面積約9,900m2[134]）、駐車台数約700台[134]。
2016年（平成28年）3月1日に本州の総合スーパー29店舗が「イオンリテールストア」に承継されて[105]、運営がイオンリテールへ移行してイオン長吉店となったが2023年（令和5年）8月31日に閉店した[135]。閉店後の店舗跡について、建物及び本館・別館の連絡橋として使用されていた歩道橋は解体される予定であるが建物解体後の土地の利用方法などについては不明であったが、2024年6月に本館跡の一部と別館跡にそれぞれ20階建てと15階建ての分譲マンションが建設されることが発表された。[独自研究?]

### 堺市
- 旧:ユニード堺東店（1970年（昭和45年）9月1日[136][137] - ?） 堺市北花田町3-81[136]（現・北区）
店舗面積約6,160m2[136]。
南海電鉄堺東駅前の西北側に地下2階・地上5階建ての店舗で出店していた[137]。

- 堺東店（1981年（昭和56年）5月29日[138][139][140] - 2001年（平成13年）[141] 5月31日） 堺市堺区三国ヶ丘御幸通152[138]
敷地面積約4,140m2[138]、鉄筋コンクリート造地下4階地上8階建て塔屋1階[138]、延べ床面積約38,618m2[138]、店舗面積約15,974m2[138]（当社店舗面積約12,814m2[138]）、駐車台数約100台[138]。
南海電鉄堺東駅前の再開発ビルの床面積の約80%を占める核店舗として出店していたが業績不振を理由に閉店した[142]。
店舗跡には別のスーパーや大型書店、100円ショップからハローワークまで入居させてジョルノ専門店街として営業していた[142]。
老朽化を理由に2011年（平成23年）末に旧ダイエー部分などを保有する建設会社がスーパーや大型書店などの主要テナントを撤退させて専門店も移転するところが多くなって半減したが、地権者でもある専門店などが反発して完全な閉鎖には至らず、堺市のアドバイスを受けながら再度の再開発事業適用による建て替えを目指したがこう着状態に陥った[142]。
地権者らでつくった再々開発事業主体会社「堺東駅南地区再開発」が「アール・アイ・エー」に基本設計とコンサルタント業務を委ね、マンションについては野村不動産を担当とする方向で、2014年（平成26年）に計画案の策定に入った[141]。

- 金岡店 → Dマート金岡店[143]（1978年（昭和53年）11月30日開店[139][144] - 2003年（平成15年）1月10日[143]） 堺市蔵前町1562-1[144]（現・北区） SC名称:レインボープラザ金岡[144]
敷地面積約12,972m2[144]、鉄筋コンクリート造地下1階地上2階建て塔屋2階[144]、延べ床面積約20,630m2[144]、店舗面積約12,222m2[144]（当社店舗面積約9,233m2[144]）、駐車台数約600台[144]。
株式会社 三津富が所有する「レインボープラザ金岡」内に出店[144]。「レインボープラザ金岡」内には万代が出店している[145]。

- 中もず店×（1970年（昭和45年）11月29日[146] - 2004年（平成16年）8月31日[147]） 堺市中百舌鳥町3-428[148]（現・北区） SC名称:中もずショッパーズプラザ[148]（旧SC名称も同名を使用）
敷地面積約31,316m2[148]、地下1階地上2階建て[148]、延べ床面積約40,959m2[148] → 42,621m2[149]、店舗面積約14,807m2[148] → 32,895m2[149]（うち直営：6,399m2[149]）。
三井物産の資金を導入して出店した[150]。元々は、ボーリング場であった建物を転用した[要出典]。
跡地には2007年（平成19年）7月12日にコーナン中もず店が新築されて開業し[151]、その一テナントに「ダイエーグルメシティ中もず店」（店番号0721）が入居した[152]。

- 津久野店×（1972年（昭和47年）11月30日[153] - 2003年（平成15年）業態転換 - 2018年 (平成30年) 2月28日）[要出典] 堺市津久野1-72[153]（現・西区）SC名称:津久野ショッパーズプラザ[84]
延べ床面積6,061m2[139]、売場面積約3,662m2[124][139]、駐車台数約90台[84]。
直営店舗面積約3,662m2[26]。
2003年（平成15年）8月23日にダイエーグルメシティ津久野店として新装開店し[154]、2018年2月28日に閉店した。（店番号0251）
その後、建物は取り壊され14階建てのマンションが建設、その1階にダイエーの店舗として「イオンフードスタイル津久野店」が2020年5月30日にオープン[155]。
- おおとり店 (1980年 (昭和55年) 10月17日[156] - 2025年 (令和7年) 1月31日[157])　堺市西区鳳南町3丁199-12

### 東大阪市
- サカエ布施店（1965年（昭和40年）12月[158] - ?）　東大阪市長堂1-68[158]
店舗面積約1,530m2[158]

- 小阪店（1973年（昭和48年）11月30日[153][92] - ?） 東大阪市下小阪167-1[153]
売場面積約2,966m2[92]。
公団分譲マンション[159]小坂駅前団地ビルの1階から2階に出店していた[92]。
店舗跡は改装されて商業施設の「コサカプラザ」が開設され、一角にパチンコ店が開店した[159]。

- サカエ瓢箪山店→グルメシティ瓢箪山店×（1971年（昭和46年）6月19日開店[160] - 2020年（令和2年）3月26日[161]）東大阪市瓢箪山町3-21[66]
売場面積約1,886m2[66]。
約70m南に移転する形で、閉店日4日後の2020年（令和2年）3月30日にイオンフードスタイル瓢箪山店を開店した[161]。

- サカエ若江岩田店（1971年（昭和46年）11月[67] - ?）東大阪市岩田町3-489-1[66]
売場面積約2,015m2[66]。
- マルナカ東大阪店 → 東大阪店 (旧山陽マルナカ、2001年 (平成13年) 1月 - 2025年 (令和7年) 1月31日[162])　東大阪市西岩田3-2-3
2001年 (平成13年) 1月に山陽マルナカ東大阪店として開業した店舗[163]。
2019年 (平成31年) 3月1日に近畿地方で営業している山陽マルナカの店舗をダイエーが継承することとなりダイエーのマルナカ東大阪店として営業を開始[広報 6]。
2021年 (令和3年) 12月1日からは屋号からマルナカの名が外され名実ともにダイエーとしての営業を開始[広報 7]
2025年 (令和7年) 3月1日には店舗跡がイオンリテールへ継承され[広報 8]、同年4月11日にはイオンスタイル東大阪として再開業した[広報 9]。

### 大東市
- 四条畷店（1971年（昭和46年）7月9日[122][164] - 2003年（平成15年）） 大東市北楠の里町24-20[124][164] SC名称:四条畷ショッパーズプラザ[164]ダイエーグルメシティ四条畷店

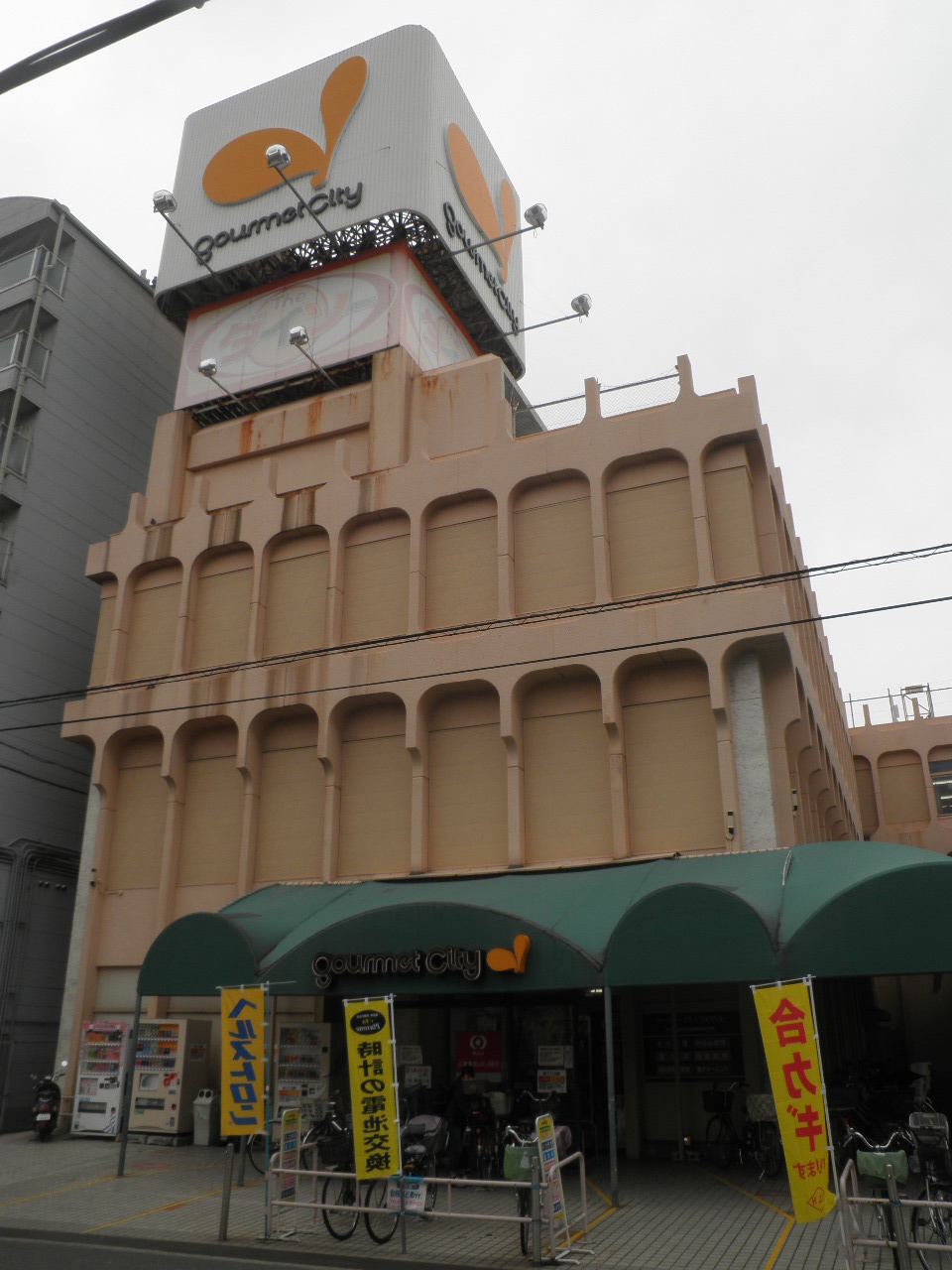
ダイエーグルメシティ四条畷店

延べ床面積約6,410m2[65]、店舗面積4,117m2[164] → 3,486m2[84]、駐車台数約50台[84]。
郊外の駅前型店舗[165]。一時期、ダイエーグルメシティ四条畷店に改め、2017年（平成29年）4月29日に「イオンフードスタイル」として改装した[166]。（店番号0228）

- 住道店×（1972年（昭和47年）11月30日[167] - 2008年（平成20年）2月15日[広報 10]） 大東市赤井1丁目4-1[167]
敷地面積約18,948.74m2[167]、鉄筋コンクリート造地下1階地上3階建て塔屋1階[167]、延べ床面積約19,216.46m2[167]、店舗面積約9,639m2[167]（当社店舗面積約6,699m2[167]）、駐車台数約700台[167]。
閉店時の直営店舗面積約5,309m2[広報 10]
「ポップタウン住道二番館」の核テナントとして出店していたが[167]、同施設の老朽化により閉店、2008年（平成20年）3月6日に旧ポップタウン駐車場跡地に建設された「ポップタウン住道オペラパーク」の南館に「ダイエーグルメシティ住道店」が出店した[168]。

旧住道店は取り壊され、跡地には「ポップタウン住道オペラパーク」の第2期棟として2010年（平成22年）10月8日に京阪百貨店すみのどう店が開業した。

### 門真市
- 古川橋店（初代） → トポス古川橋店 → 古川橋店（2代）×（1970年（昭和45年）7月17日[169][148] - 2010年（平成22年）3月31日[広報 11]） 門真市仲町11-68[169][82] SC名称:古川橋ショッパーズプラザ[145]
敷地面積約13,072.95m2[169]、地上4階建て[169][148]、延べ床面積約22,666.96m2[169]、店舗面積約16,176.46m2[169]（直営店舗面積約6,524.56m2[169] → 閉店時約6,159m2[広報 11]）、駐車台数約300台[169]。
1985年（昭和60年）4月にディスカウントストアに業態転換[170]。2006年（平成18年）に「ダイエー」に戻るが、古川橋駅前店があることと、建物の老朽化や売り上げの減少などから閉鎖を決めた。[要出典]
店舗跡の土地・建物は2010年（平成22年）3月に地元の不動産業者に土地が約11.25億円で建物約3.75億円の合計約15億円で売却された[171]。
店舗の周辺地域は2009年（平成21年）に門真市が公表した幸福町と中町の再開発の基本計画の区域に入っており[172]、ダイエーは国土利用計画法などに基いてその販売価格を門真市と大阪府に届け出ていた[171]。
にもかかわらず、門真市から移転補償費などの名目で約29億円が不動産会社に支払われた[171]。
そのため、2013年（平成25年）11月18日に地元住民から門真市に対してこの補償費は不当な支出だとして返還するよう求める住民監査請求を提出したが[172]、2014年（平成26年）1月14日に門真市市監査委員が請求を棄却したため[173]、同年2月10日に不動産会社に補償費を返還させるよう求める住民訴訟が大阪地方裁判所に起されている[171]。
跡地を含めた地区には、門真市立体育館が移転した[171]。

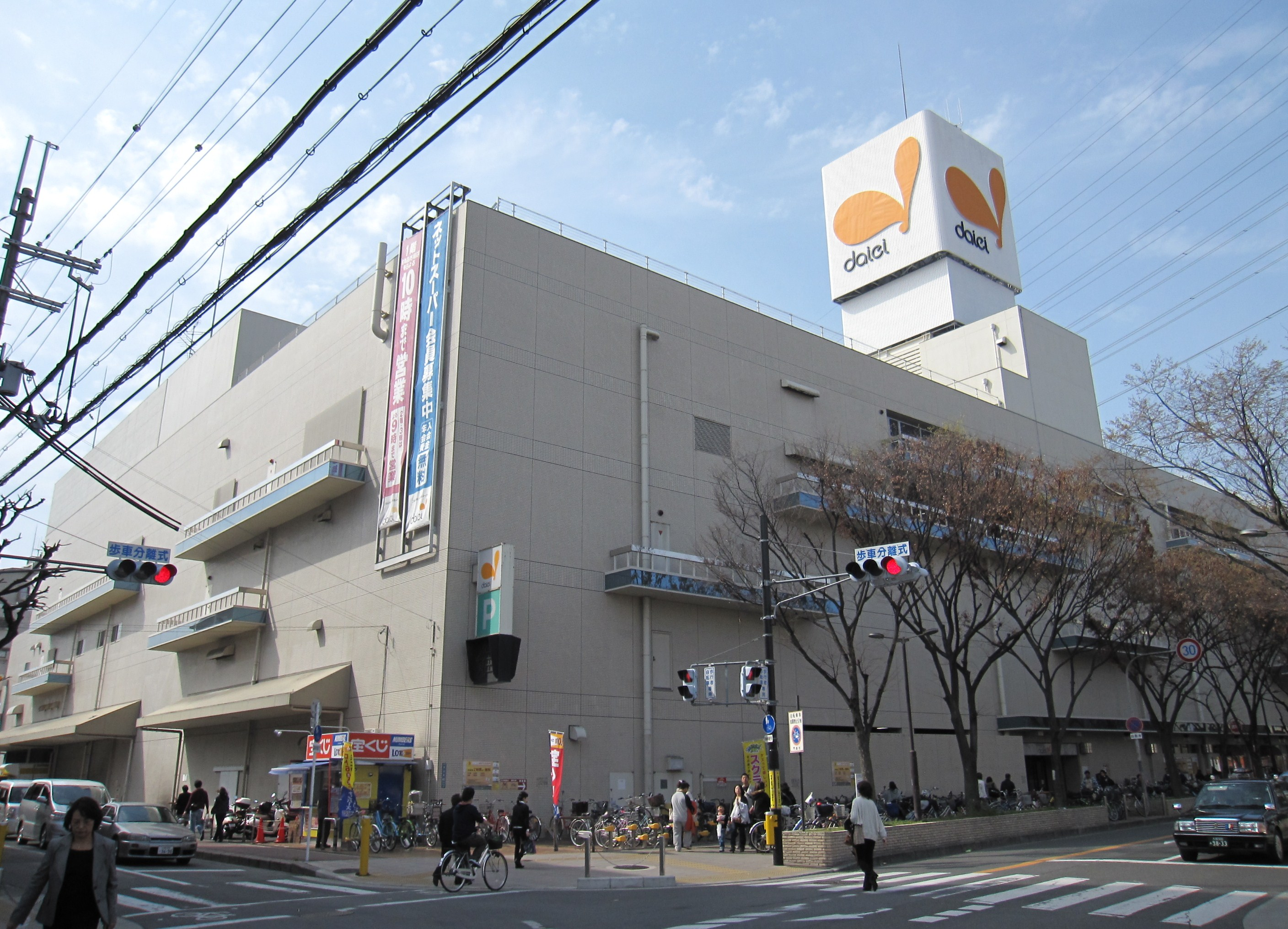
古川橋駅前店

- 古川橋駅前店（1984年（昭和59年）2月23日[174][175] - 2016年（平成28年）2月29日） 門真市末広町41-2[174] SC名称:サンコオア第1ビル[174]
敷地面積約12,199m2[174]、鉄筋コンクリート造地上5階建て塔屋1階[174]、延べ床面積約52,691m2[174]、店舗面積約13,482m2[174]（当社店舗面積約9,455m2[174]）、駐車台数約68台[174]。
2016年（平成28年）3月1日に本州の総合スーパー29店舗が「イオンリテールストア」に承継されて[105]、運営がイオンリテールへ移行し、4月にイオン古川橋駅前店となる[広報 12]。2023年（令和5年）11月1日、都市型ショッピングセンター「そよら古川橋駅前」としてリニューアルされた[広報 12]。

- （初代）大和田店×（1969年（昭和44年）7月25日[176] - 2001年（平成13年）8月19日[177]） 門真市野里町10-27[176] SC名称:川本ビル[65]（旧:大和田ショッパーズプラザ）
敷地面積約3,012m2[176]、鉄筋コンクリート造地上4階建て塔屋1階[176]、延べ床面積約7,766m2[176]、店舗面積約4,907m2[176]（当社店舗面積約3,747m2[176]）、駐車台数約70台[176]。
跡地にマンションが建設されて1階部分に2003年（平成15年）3月30日にサカエ大和田店が開店し[178]、その後、グルメシティ（グルメシティ近畿の運営）として営業していたが、2015年（平成27年）12月3日にダイエー（2代目）に店舗名を変更してリニューアルオープンした[179]。（店番号0818）
開業時には屋上遊園地が開設されていた[180]。

### 枚方市
- 樟葉店 → ダイエーグルメシティくずは店×（1972年（昭和47年）4月1日[181] - 2004年（平成16年）1月12日、2004年（平成16年）1月24日 - 2005年（平成17年）3月31日） 枚方市樟葉花園町15-2[124] SC名称:（旧:樟葉ショッパーズプラザ）
敷地面積約84,869m2[182]、鉄筋コンクリート造地上2階建て[182]、延べ床面積約20,828m2[182]、店舗面積約2,944m2[124]、駐車台数約1,650台[182]。
2005年（平成17年）4月14日に1階にダイエーグルメシティくずはモール店が開業し[183]、2017年（平成29年）6月16日に「イオンフードスタイル」として改装した[要出典]。

- サカエ東香里店 → グルメシティ東香里店×（1978年（昭和53年）3月[67] - 2012年（平成24年）8月31日） 枚方市東香里南町21-12[66][184]
店舗面積約1,457m2[66][185]
- サカエ長尾店（?-?）枚方市長尾谷町3-12-18[要出典]

### その他の河内
- 香里店×（1968年（昭和43年）11月30日[186][187][188] - 2005年（平成17年）8月31日[189][190][191]） 寝屋川市香里南之町36-20[186] SC名称:香里ショッパーズプラザ[186]
敷地面積約14,200m2[192]、鉄筋コンクリート造5階建て[193]、延べ床面積約17,858.28m2[193]、店舗面積8,418m2[65]、駐車台数約1,200台[187]。
ダイエー及び日本初の郊外型大型商業施設（ショッピングセンター）の店舗[188]。京阪バスが入口近くに「ダイエースーパー」停留所を設置（現在廃止）[188]。現在跡地に大型分譲マンションが建っている[188]。

- サカエ八尾店 → トポス八尾店（1971年（昭和46年）4月24日[194][122] - 1999年（平成11年）1月10日[要出典]） 八尾市本町4-84[194]
敷地面積約4,103m2[194]、鉄骨コンクリート造地下1階地上4階建て塔屋1階[194]、延べ床面積約10,501m2[194]、店舗面積約3,840m2[194]（当社店舗面積約1,454m2[194]） → トポス八尾店の店舗面積約5,823m2[131]、駐車台数約70台[194]。

- 松原店 → グルメシティ松原店×（1972年（昭和47年）6月30日[195][196] - 2009年（平成21年）4月30日[広報 13] 松原市高見の里4-820[196] SC名称:（旧:松原ショッパーズプラザ）[65]
敷地面積約13,467m2[196]、鉄筋コンクリート造地上3階建て塔屋1階[196]、延べ床面積約11,334m2[196]、店舗面積約8,498m2[196]（当社店舗面積約6,468m2[196]）、駐車台数約320台[196]。
閉店時の直営店舗面積約3,365m2[広報 13]
2023年（令和5年）9月21日にイオンタウン松原の核店舗としてイオンフードスタイル松原店を開店して、ダイエーとして松原市に14年ぶりに出店した[197]。

- 柏原店×（1972年（昭和47年）11月25日[153] - 2010年（平成22年）8月31日[広報 11]） 柏原市清州1-3-5[153] SC名称:トーエービル[65]（旧:柏原ショッパーズプラザ）
延べ床面積約8,618m2[65]、店舗面積5,066m2[124][198]、駐車台数約160台[198]。
閉店時の直営店舗面積約3,894m2[広報 11]

- 富田林店×[199]（1976年（昭和51年）10月29日[200] - 2015年（平成27年）8月31日[199]） 富田林市昭和町1-7-1[124] 昭和町ビル[145]
敷地面積約4,103m2[200]、鉄筋コンクリート造地下1階地上3階建て塔屋1階[200]、延べ床面積約16,608m2[200]、店舗面積約10,168m2[200]（当社店舗面積約9,000m2[200]）、駐車台数約290台[200]。
近畿日本鉄道富田林駅前に出店していた[201]。
店舗の建物は解体され[199]、跡地にコノミヤ富田林店が出店することになった[201]。

- 金剛店（1977年（昭和52年）3月25日[202] - 2016年（平成28年）2月29日）南河内郡狭山町大字半田35-1[202]（現・大阪狭山市） SC名称:icot金剛（旧:金剛ショッパーズプラザ）
敷地面積約2,136m2[202]、鉄筋コンクリート造地上3階建て塔屋1階[202]、延べ床面積約18,845m2[202]、店舗面積約11,167m2[202]（当社店舗面積約9,000m2[202]）、駐車台数約743台[202]。
2016年（平成28年）3月1日に本州の総合スーパー29店舗が「イオンリテールストア」に承継されて[105]、運営がイオンリテールへ移行し、イオン金剛店となった。2022年（令和4年）11月30日に建て替えのため閉店し[広報 14]、2024年（令和6年）6月28日に「イオンスタイル金剛」を核店舗とする「そよら金剛」が開店[203]。一部の敷地は南海不動産に売却され、総合地所と共同で2026年（令和8年）までに分譲マンションを建設する予定[204]。

### 高槻市
- 高槻店 → ディーランド高槻店 → トポス高槻店（1971年（昭和46年）11月30日[148][205] - 2000年（平成12年）10月31日[206]） 高槻市城北町2-9-20[148][205] SC名称:高槻ショッパーズプラザ[148]（旧SC名称も同名を使用）
敷地面積約4,392m2[148]、鉄筋コンクリート造地上5階建て塔屋1階[205]、延べ床面積約11,960m2[148]、店舗面積約8,515m2[148]（直営売場面積約5,778m2[205][188]）、駐車台数約170台[84]。
阪急高槻市駅の東側に出店した店舗で開店初日には約20万人もの人を集め、新たな商店街が誕生する要因となった[207]。1985年（昭和60年）6月にディスカウントストアに業態転換[170]。
売場面積約5,778m2で駐車場の無い店舗であったため、1994年3月に2,500台の駐車場を持つ直営売場面積約15,200m2のジャスコ高槻店の開業後に売り上げが減少して閉店となった[188]。店舗跡には12階建てのマンション2棟が建設された[188]。

- 富田店（1972年（昭和47年）10月6日[153] - 2010年（平成22年）8月31日[広報 11]） 高槻市川添町2-20-5[124] 嶋中第5ビル[65]
延べ床面積約7,978m2[99]、店舗面積約4,630m2[84]、駐車台数約530台[84]。
閉店時の直営店舗面積約3,947m2[広報 11]
府道132号線と府道16号線、芥川の堤防に囲まれた人口が密集する住宅地に立地していた[208]。
跡地には2011年（平成23年）11月25日に平和堂のフレンドマート高槻川添店が開業した[208]。

- グルメシティ美しが丘店（? - 2013年8月25日[209]） 高槻市
閉店時の直営店舗面積約1,276m2[広報 3]。

### 茨木市
- 茨木店 → ディーランド茨木店 → トポス茨木店×（1968年（昭和43年）11月30日[103][210][211][188] - 2002年（平成14年）5月26日[要出典]） 茨木市中津町1-3[103][210] SC名称:茨木ショッパーズプラザ[103]
敷地面積約6,514m2[210]、鉄筋コンクリート造地上4階建て塔屋1階[210]、延べ床面積約10,939m2[210]、店舗面積約7,371m2[210]（当社店舗面積約5,496m2[210]）、駐車台数約170台[210]。
開業時には飛行塔などのある屋上遊園地が開設されていた[180]。1986年（昭和61年）8月にディスカウントストアに業態転換[170]。
同じ茨木市内に売り場面積が約2倍の9,999m2で約5倍の700台収容の駐車場を併設したジャスコ新茨木店が開業した影響で売上が減少して閉店となった[188]。
建物は解体され、現在はマンションが建っている[188]。

- 南茨木店 （1991年（平成3年）4月28日[212] - 2002年（平成14年）5月28日）→ サカエ南茨木店（2004年（平成16年）4月23日 - 2006年（平成18年）1月10日）[要出典] 茨木市沢良宜浜1-16-34[212] SC名称：ショッパーズ南茨木
延べ床面積約21,443m2[65]、店舗面積14,300m2[212]。
ダイエー閉店後しばらく空テナントとなっていたが、跡地にサカエが出店し閉店。サカエ閉店後にラ・ムー（大黒天物産）南茨木店となっていたが、2013年1月15日に閉店。[要出典]

### 吹田市
- ファッションデポ吹田店（1968年（昭和43年）4月[213] - 1989年（平成元年）3月：ファッションデポ吹田店[131] - 2006年（平成18年）11月19日） 吹田市朝日町14-16[213]
延べ床面積約3,318m2[213]、店舗面積約2,509m2[213]（直営店舗面積約2,509m2[213]）。

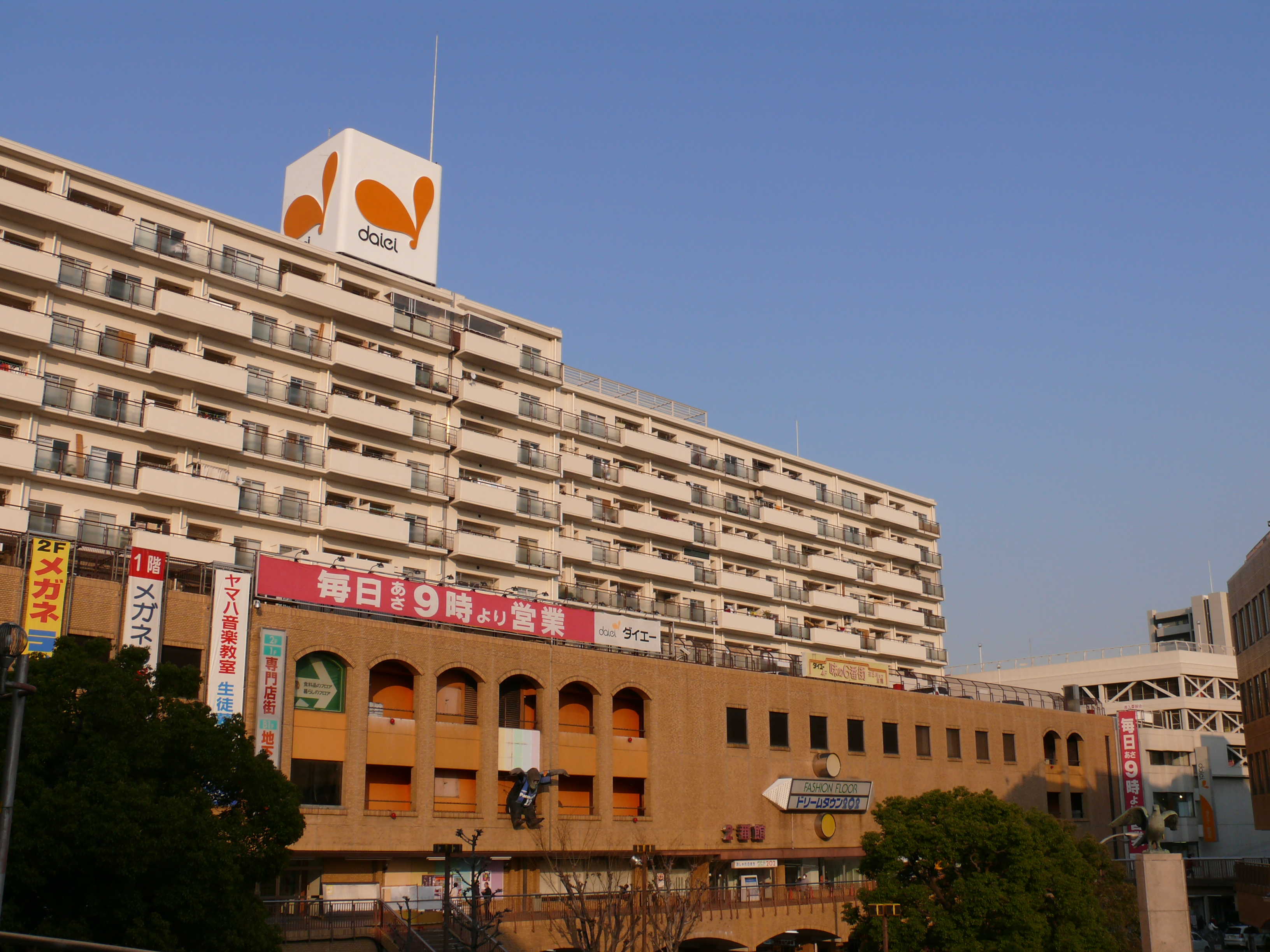
吹田店

- 吹田店（1979年（昭和54年）10月12日[214] - 2016年（平成28年）2月29日） 吹田市朝日町3-502[214] SC名称:吹田さんくす[214]
敷地面積約11,025m2[214]、鉄筋コンクリート造地下2階地上11階建て塔屋2階[214]、延べ床面積約69,786m2[214]、店舗面積約24,086m2[214]（当社店舗面積約16,500m2[214]）、駐車台数約370台[214]。
2016年（平成28年）3月1日に本州の総合スーパー29店舗が「イオンリテールストア」に承継されて[105]、運営がイオンリテールへ移行し[106]、イオン吹田店となることになった[106]。

### 池田市
- 池田店（1967年（昭和42年）9月14日開店[215] - 1995年（平成7年）11月16日[216]） 池田市満寿美町3-7[82][198] SC名称:（旧:池田ショッパーズプラザ）[198]
鉄骨鉄筋コンクリート造地上4階建て塔屋1階[217]、延べ床面積約5,246m2[217]、店舗面積約4,000m2[215]、駐車台数約200台[198]。
1階がダイエー直営食品売り場で、2階がブルーマウンテンの衣料品・化粧品売り場、3階が衣料品・雑貨類・電気製品の売り場で、4階がおもちゃ・時計・カメラ・楽器・靴・スポーツ用品などの専門店が出店していた[215]。

- イタリアーノ池田店 → 池田アゴラ店（1980年（昭和55年）3月30日開店[218][219] - 1999年（平成11年）1月10日[要出典]） 池田市栄町8-9[219]
敷地面積約1,201m2[219]、鉄筋コンクリート造地下1階地上5階建て塔屋1階[219]、延べ床面積約6,605m2[219]、店舗面積約2,565m2[219]（当社店舗面積約883m2[219]）、駐車台数約80台[219]。
48の専門店が出店して開業した「池田サカエマチ・アゴラ」の核店舗として出店した[218]。
1987年（昭和62年）11月にグルメスーパーに業態転換[170]。

### 豊中市

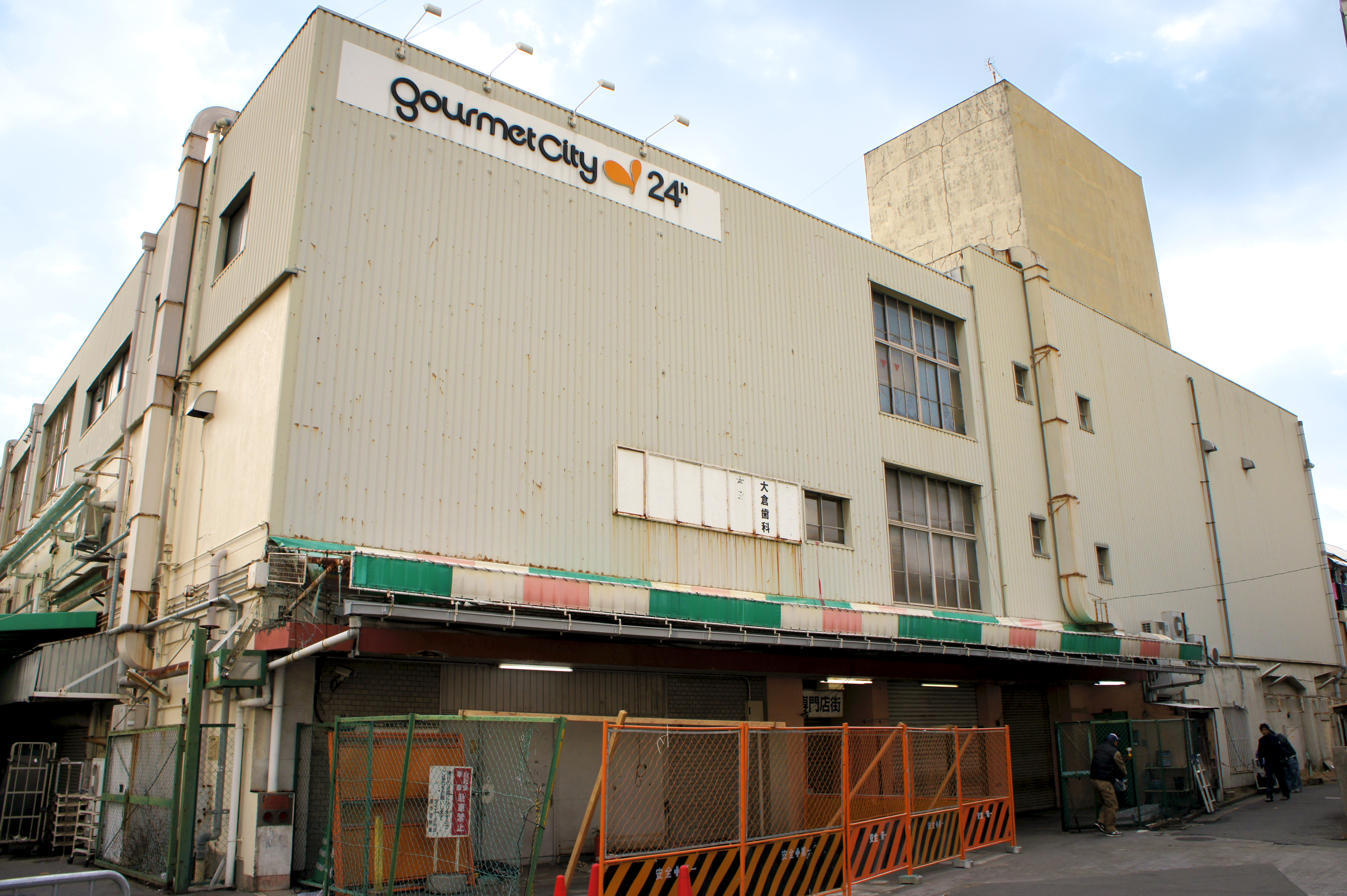
ダイエーグルメシティ庄内店

- 庄内店 → ダイエーグルメシティ庄内店×（1964年（昭和39年）4月5日[220][186] - 2012年（平成24年）1月31日[広報 15]） 豊中市庄内西町2-23-23[186][220] SC名称:庄内ショッパーズプラザ[186]
敷地面積約4,753m2[220]、鉄筋コンクリート造地上3階建て[220]、延べ床面積約9,919m2[220]、店舗面積約6,449m2[220]（当社店舗面積約4,120m2[220] → 閉店時約1,798m2[広報 15]）。
日本初のショッピングセンターの実験店舗。阪急電鉄庄内駅前の商店街内に立地していた衣食住フルラインを扱う売場面積約4,120m2の総合スーパーだった[221]。
阪神・淡路大震災で被災したため1995年（平成7年）2月15日から店外で営業を行っていたが、同年3月10日で全面的に復旧して通常の営業を再開した[221]。

- 庄内家具センター（1965年（昭和40年）7月[222] - ?） 豊中市庄内西町[89]
店舗面積約481m2[222]

- （初代）豊中駅前店（旧:ジャスコ　豊中店(1967年（昭和42年）11月[223] - ） → ダイエーグルメシティ豊中駅前店×（2004年（平成16年）6月15日 - 2012年（平成24年）9月30日[広報 16]） 豊中市本町3-1-16
店舗面積2,152m2[223]、延べ床面積約7,226m2[223]。
閉店時の直営店舗面積2,127m2[広報 16]。
ダイエーがライバル会社店舗を居抜きで所得することは極めて異例である(ダイエーが建てた店舗が他社に利用されることは枚挙にいとまがない)。閉店後、解体され、マンションの1階に[要出典]「（2代目）豊中駅前店」（豊中市本町3-1-15）が2015年（平成27年）3月26日開業[224]。

### その他の北摂
- 水無瀬店 → グルメシティ水無瀬店×（1977年（昭和52年）1月[127] - 2012年（平成24年）8月31日[広報 16]） 三島郡島本町江川2-3-1[124]
店舗面積3,000m2[84]、駐車台数約140台[84]。閉店時の直営店舗面積2,016m2[広報 16]。
建物の老朽化に伴う建て替え工事のため閉店し、2013（平成25年）年6月6日に再オープン[広報 17]。

- 箕面店 → グルメシティみのお店（1971年（昭和46年）4月2日[225] - 2001年（平成13年）5月31日[226]） 箕面市箕面6-1-28[133] SC名称:（旧:箕面ショッパーズプラザ）
敷地面積約3,039m2[225]、地上2階建て[225]、延べ床面積約4,007m2[225]、店舗面積約2,524m2[225]（直営売場面積約1,371m2[122]）。
2階にステーキハウス「フォルクス」1号店を併設[227]。
ミスタードーナツ第1号店箕面ショップを併設[広報 18]（ミスタードーナツは建て替えの上、2020年現在も営業）[広報 19]。

### 泉佐野市
- 泉佐野店（2000年（平成12年）3月2日[228] - 2006年（平成18年）2月28日） 泉佐野市下瓦屋2-2-77[228] SC名称：ショッパーズモール泉佐野いこらもーる泉佐野（旧ショッパーズモール泉佐野）

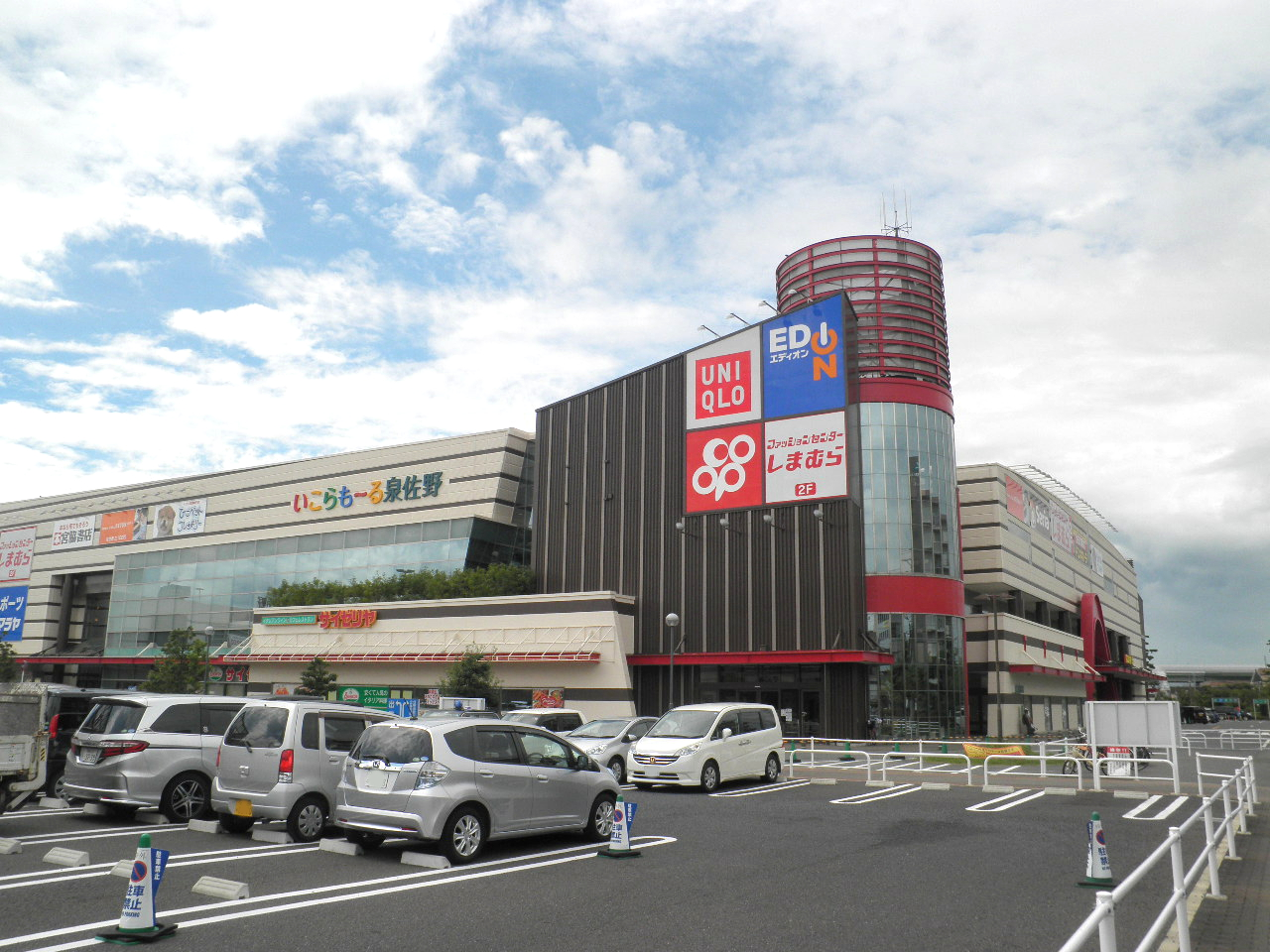
いこらもーる泉佐野（旧ショッパーズモール泉佐野）

敷地面積約53,498m2[228]、延べ床面積約92,737m2[228]、店舗面積約35,181m2[228]（直営店舗面積約23,105m2[228]）。
メインテナントからの撤退で衣料品の取り扱いから撤退して売場面積は面積も約16,300m2から3,500m2に大幅縮小して食料品中心の「グルメシティ泉佐野店」（店舗番号0715）が2006年（平成18年）3月11日に出店した[229]。ミドリ電化・HOMESも出店した。[要出典]
2021年（令和3年）12月1日に「マルナカ」から屋号変更した2代目「ダイエー泉佐野店」とは別店舗。[要出典]

- グルメシティ泉佐野店（2006年（平成18年）3月11日[229] - 2014年（平成26年）5月6日[広報 5]） 泉佐野市 SC名称：ショッパーズモール泉佐野
閉店時の直営店舗面積約3,788m2[広報 5]

- サカエ羽倉崎店 → グルメシティ羽倉崎店（1983年（昭和58年）12月[230]2日 - 2009年（平成21年）2月15日）[要出典] 泉佐野市羽倉崎1-3333-1[231]
旧・フードセンターマエダ羽倉崎店[231]

### 貝塚市
- 貝塚店（1972年（昭和47年）6月30日[232][233] - 2000年（平成12年）1月[4] 9日） 貝塚市近木1447-1[233] SC名称:貝塚ショッパーズプラザ（旧SC名称も同名を使用）
敷地面積約8,600m2[233]、鉄筋コンクリート造地上5階建て塔屋2階[233]、延べ床面積約11,702m2[232][233]、店舗面積約6,112m2[233]（当社店舗面積約4,842m2[232][233]）、駐車台数約250台[233]。
貝塚駅南地区市街地再開発事業で第一工区に建設された再開発ビルを賃借して出店していた[234]。
撤退後はアミューズメントスペース「JJtown」（後にあそびば 貝塚店）、万代が入居している。[要出典]
山陽マルナカがイオンの子会社化する前である2003年（平成15年）10月[235]に開店し、山陽マルナカがマックスバリュ西日本に吸収合併された後の2021年（令和3年）12月1日に「マルナカ貝塚店」から屋号変更した2代目「ダイエー貝塚店」は「貝塚市加神2-1-8」にある[広報 20]。

- ハイパーマート東貝塚店 → ディー・ハイパーマート東貝塚店×[1]（1994年（平成6年）11月30日[236][237] - 2001年（平成13年）4月30日[226]） 貝塚市
ユニチカ貝塚工場社員寮跡地に出店し[238]、広い通路・判り易いサイン・身体障碍者用トイレなどが開業時から整備されていたことが評価されて「第2回大阪・心ふれあうまちづくり賞」で大阪府知事賞を受賞した[239]。当初は直営であった[237] が、1999年（平成11年）8月1日に株式会社ダイエー・ハイパーマートに[広報 1]、さらに2000年（平成12年）9月1日に株式会社ディー・ハイパーマートに移管された[1]。
2階建てで店舗面積約10,230m2の店舗であった[240]。1996年(平成8年)2月期の売上高が約50.96億円と低迷し、1997年（平成9年）5月30日にハイパーマートのテコ入れ策の一環として取扱い品目を約2.5倍に拡大して内装を明るいものに切替えるなどの階層を行って新装開店した[240]。
撤退後は全館改装して売場面積約2,653m2のオークワ貝塚店を1階の核テナントとしてする「ユニチカオークタウン貝塚」が2002年（平成14年）4月12日に開業した[241][242]。

### 岸和田市
- 春木店（1972年（昭和47年）11月30日[232] - 1998年（平成10年）6月30日[要出典]） 岸和田市春木若松町8-7[124] SC名称:（旧:春木ショッパーズプラザ）
延べ床面積約4,513m2[232]、店舗面積2,826m2[232]、駐車台数約40台[232]。
南海電気鉄道春木駅前に出店していた[243]。

- トポス久米田店（1974年（昭和49年）3月29日開店[153][244] - 1998年（平成10年）11月15日[要出典]）岸和田市大町365[153]
延べ床面積約17,974m2[232]、店舗面積5,082m2[232]、駐車台数約100台[232]。
阪和線久米田駅近くに出店していた[243]。
1983年（昭和58年）3月にトポスに業態転換[80]。

### その他の和泉
- 泉大津店（1994年（平成6年）9月30日[245][246] - 2003年（平成15年）1月15日閉店[91]） 泉大津市旭町500[247]

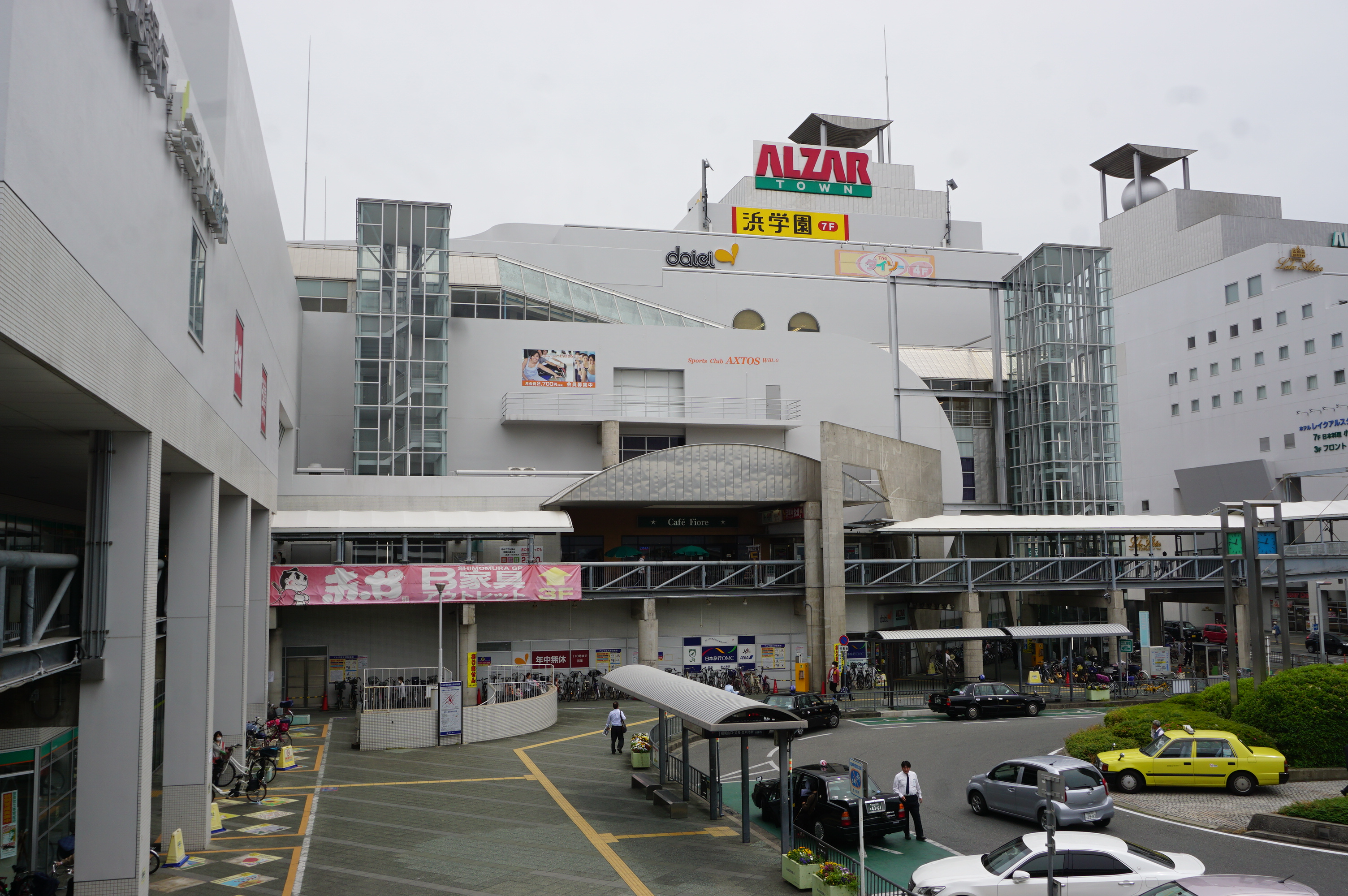
ダイエー泉大津店

- 敷地面積約20,337.96m2[248]、鉄骨鉄筋コンクリート造地下2階地上7階建て[248]、延べ床面積約114,294.84m2[248]、店舗面積約18,000m2[245]（当社店舗面積約13,000m2[245]）、駐車台数約1,000台[245]。
泉大津駅東地区市街地再開発ビル「アルザ」の核店舗として出店していた[249]。
2階 - 5階部分だけの閉鎖であり、地下1階と地上1階は引き続き営業を行っていたが[91]、2020年(令和2年)11月30日に閉店。「アルザ」内のテナントについては、引き続き営業を継続している。[要出典]
完全閉店から1年後の2021年（令和3年）12月1日、山陽マルナカから継承した[要出典]「マルナカ泉大津店」（泉大津市我孫子120-1）が屋号変更することで2代目店舗となった。

## 兵庫県

### 神戸市

#### 三宮地区
三宮地区にあった店舗を総称して「ダイエー村」と呼ばれていた。
- （初代）神戸三宮店（1958年（昭和33年）12月2日[251][211] - 1959年（昭和34年）4月閉店[251][252]）
木造2階建て[211]、売場面積約70m2[253]。
ダイエーのチェーン化第1号「三宮店」として通称ジャンジャン横丁と呼ばれる盛り場にオープン[254]。女性が近寄り難い立地にもかかわらず、安さを求める女性客を多く集めた[255]。
三宮センター街から1本海側の裏通りにあった大林組系列の建設会社の木造2階建て自転車倉庫を買収し[211]、改造した約180坪の店舗で[251] 1階が売り場で2階は事務所や倉庫となっていた[255]。
衣料品主体の他社と異なり当店の開業時から生鮮食料品の販売を主婦から支持を集めた[211]。
開業当初は売上が伸びたものの、買い物客が周囲の目を気にして大丸の包装紙に商品を包み直して持ち帰ることが多かったが、徐々にダイエーの包装紙が用いられるようになっていった[252]。

- （2代目）神戸三宮店（1959年（昭和34年）4月25日[86] - ）神戸市生田区三宮町1-42[256]（現：中央区）
売場面積約396m2[257]。
京町映画館を買収して改装し[258]、移転・拡張する形で開店[251][252]。1階と2階が売り場となっており、旧店舗で取り扱っていた薬品・化粧品・食料品に加えて日用品や衣料品の販売を開始した[259]。
1961年（昭和36年）4月に増床した[260]。
1963年（昭和38年）には一日で約45万人の来店客を集め、私設警備員による交通整理を行っていた[261]。

- ダイエービル[262][252] → 三宮第一店[262][252]×[263]（1963年（昭和38年）7月1日[264] - 1995年（平成7年）1月17日[265]） 神戸市中央区三宮町1-42-1[82]
売場面積約2,964m2[266] →  約5,444m2[267]。
神戸市電の車庫跡地に開設された店舗で、建物の一角に東海銀行神戸支店を入居させる約束で融資を受けたが、全体をダイエーの店舗として使用してしまったため、その約束は反故にされた[86]。
地下1階・地上6階建ての大型店として開業した[252]。
開業時には3階から5階を「神戸名店百貨店」として専門店を入居させていた[268]。
セルフサービス集中レジ形式をダイエーで初めて本格採用した「SSDDS（セルフ・サービス・ディスカウント・デパートメント・ストア）」として開店し[269]、阪神・淡路大震災まで発展形成してきた三宮の「ダイエー村」の核商業施設に転換。通称「ダイエーさんのみやリビング館」[270]。震災で建物が倒壊し解体された[263]。
三宮第一店解体撤去後の跡地の約4分の3を使い、4月27日に仮設建造物にて神戸亜細亜屋台村が設営された[271]（残る4分の1にはローソンが開店した）。[独自研究?]

神戸亜細亜屋台村終了後、その仮設建造物を使って1996年（平成8年）1月31日に「ダイエー酒のスーパー三宮店」が開店。同店閉鎖後、長らくコインパーキングとして利用されていたが、2022年4月にダイワロイネットホテル神戸三宮中央通りが開業。
- センターダイエー[266] → 三宮第二店[251][266] → 女館[251] → ダイエーオフプライス館さんのみや×（1967年（昭和42年）4月[273] - 1995年（平成7年）1月17日[265]） 神戸市中央区三宮町1-30[82]
鉄骨鉄筋コンクリート造地下2階地上8階塔屋3階[274]、延べ床面積11,602.38m2[274]、売場面積約3,303m2[266] →  約5,888m2[267]、駐車台数約24台[84]。
後に増床し、ダイエー三宮レディス館 → ダイエーさんのみや女館から業態転換して営業していた。[要出典]
1993年（平成5年）3月にアウトレット業態1号店の[275]「オフプライス館さんのみや」に業態転換した[276]。
震災で建物が倒壊し[265] 解体された。
跡地は売却され、2004年（平成16年）10月8日にクレフィ三宮が誕生した[277][278]。

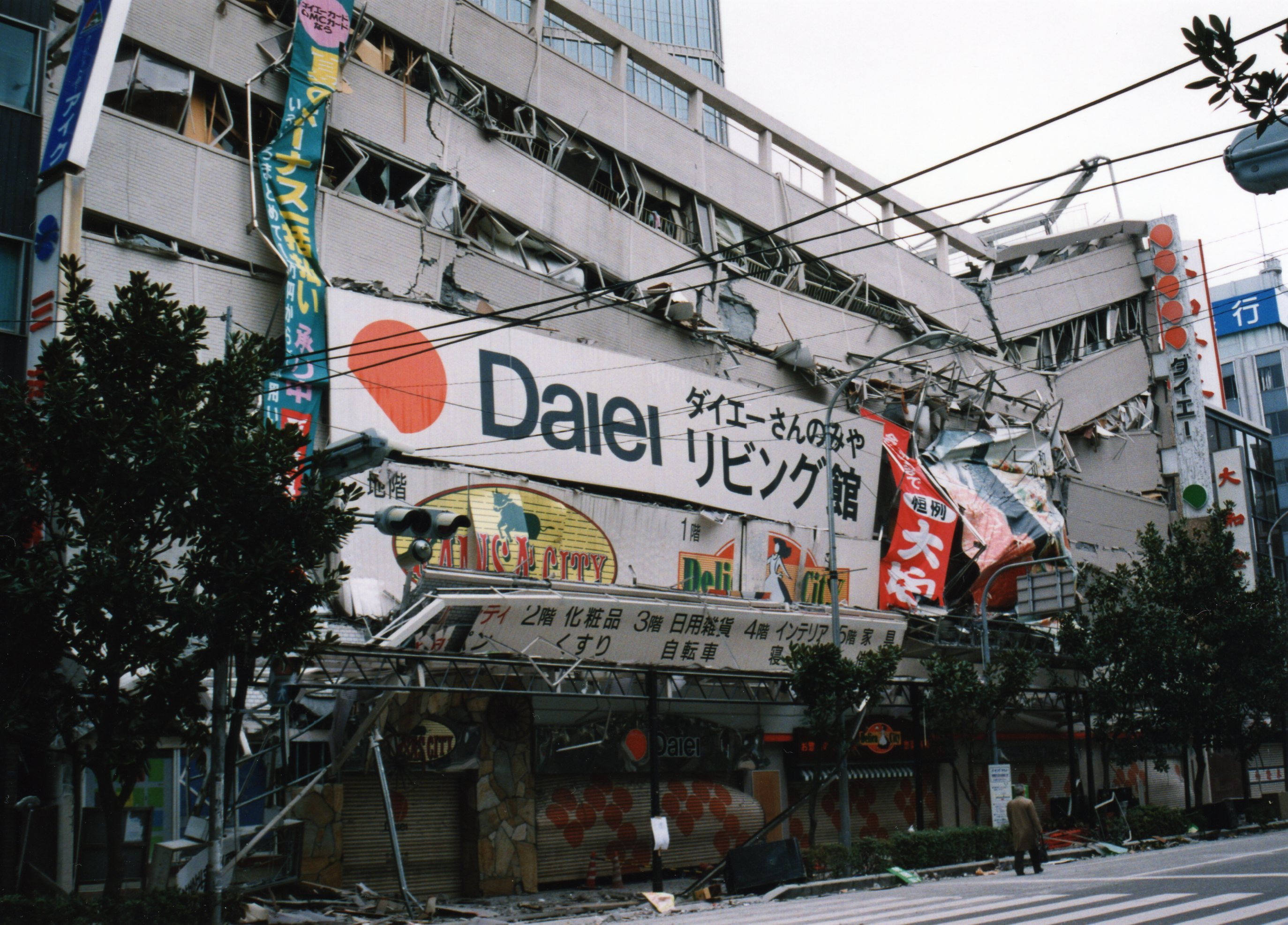
震災翌日に撮影された三宮第一店
（神戸市、阪神・淡路大震災「1.17の記録」 より）

- 三宮第三店 → ゼントハウス → ダイエーさんのみや男館×（1969年（昭和44年）10月31日[79] - 1995年（平成7年）1月17日[265]） 神戸市中央区三宮町1-17-9[79]
売場面積約4,613m2[82]、駐車台数約15台[84]。
1961年（昭和36年）4月15日に買収した映画館「京町映劇」の跡地に店舗面積は約1,256m2で開店した[86]。三宮第三店として開店し[279]、1980年（昭和55年）4月に全面改装して紳士服専門店「ゼントハウス」へ業態転換した[280]。
1980年（昭和55年）4月19日に1階にパブレストラン「ハブ」1号店が開店した[281]。
震災で建物が倒壊し解体された[263]。
跡地は売却され、2001年（平成13年）11月にダイエーが再建を断念したため[282]、2002年（平成14年）11月15日にユニクロ神戸三宮店が開店した[278]。

- 三宮第四店 → ダイエーさんのみや電器館パレックス（1977年（昭和52年）9月[133] - 1995年（平成7年）1月） 神戸市中央区三宮町1-17-10[283]
売場面積約1,452m2[283]。
5号店レジャービル跡を改装して、1979年（昭和54年）9月1日にインドアレジャー用品を集めた遊品館「パレックス」として新装開店した[284]。
電器館PALEXは、現在は、ジュンク堂書店三宮店のあるエイツビルの2階から4階と（当時もこのビルにジュンク堂はあったが地階にあった）、現在ヴィーナスギャラリー（パチンコ店）(2001年（平成13年）12月に進出[278])のあるパレックス館の地階から4階に入居していた。[要出典]
震災による倒壊を免れた三宮のダイエー店舗群のなかで唯一閉店となった店舗。[要出典]

- 三宮第五店 → スポーツワールド33（1979年（昭和54年）9月1日[285] - 経営譲渡） 神戸市中央区三宮町2-10-7[286]
地下2階地上9階[287]、延べ床面積13,470m2[287]、売場面積約4,057m2[285]。
「三宮11街区株式会社」が所有・開発した「グレースコウベ」の3階から7階に出店していた[288]。
三宮ダイエー村で唯一現存する店。2005年（平成17年）以降は「ヤマノスポーツシステムズ（現・ヤマノホールディングススポーツ事業本部）」が引き継いで営業している[289]。

- 三宮南店（1995年（平成7年）2月23日[290] - 1995年（平成7年）5月14日） 神戸市中央区浜辺通6丁目[290]
浜辺通6丁目の三井倉庫を使って営業した仮店舗で、1995年（平成7年）3月14日に売場を約370坪増の約750坪に増床した[290]。
- プランタン三宮 → プランタン神戸パート1[291] → プランタン神戸ヤング館[263]（旧：オ・プランタンジャポン→ダイエー→プランタン神戸、1981年（昭和56年）3月6日[292] - 1995年（平成7年）1月17日） 神戸市中央区
JR三ノ宮ターミナルビル内に出店したが、約1,100坪と百貨店としては小規模店であった[291]。その為に、新館開業などを行い、専門店街に転換した[291]。
阪神・淡路大震災1995年（平成7年）に「OPA」として新装開店した[263]。
JR三ノ宮ターミナルビルの建て替えに伴い、2018年2月28日に営業を終了した。尚、「三宮OPA」は、2018年4月27日、旧「三宮VIVRE」(神戸市中央区三宮町1丁目5-26)を改称して復活した。

- プランタン神戸パート2 → プランタン神戸本館（旧：プランタン神戸、1990年（平成2年）4月27日 - 1995年（平成7年）1月17日） 神戸市中央区雲井通　建物名称:雲井通6丁目地区市街地再開発ビル[293]
建物は、1995年（平成7年）4月22日に「ダイエー三宮駅前店」（現在はダイエー神戸三宮店とOPA2）として新装開店した[294][263]。

- 酒のスーパー三宮店（1996年（平成8年）1月31日[272] - 1996年（平成8年）1月[要出典]） 神戸市中央区
売場面積約389m2[272]。
神戸亜細亜屋台村の仮設店舗をそのまま利用して出資して[272]。

#### 三宮以外の神戸市

##### 三宮以外の中央区
- バンドールエキゾチックタウン店×（1984年（昭和59年）6月28日[295] - 1995年（平成7年）1月17日） 神戸市中央区
店舗面積約8,800m2[127]。
- レストランビルエキゾチックタウン×（1984年（昭和59年）8月[127] - 1995年（平成7年）1月17日） 神戸市中央区
店舗面積約2,243m2[127]。
阪神・淡路大震災でバンドールよりもKou'Sを優先開業させるべく閉店。ただし、1995年（平成7年）にハーバーランドにメガバンドールが開店している。店舗そのものは、Kou'Sポートアイランド店（後述）の閉店後もながらく無人状態で存在していたが、2009年（平成21年）7月に神戸市との土地貸借契約が満了を迎え2009年（平成21年）8月に解体。2022年4月現在は更地[要出典]。

- ハーバーランドシティ（1992年（平成4年）10月1日[296] - 1995年（平成7年）1月17日） 神戸市中央区
阪神・淡路大震災被災による建物修復工事のため閉店。営業機能については、事実上、同年4月22日に開店した三宮駅前店に集約。ただし、Kou'Sホールセールメンバーシップクラブの営業機能については、同年3月にポートアイランドに移転。[要出典]
なお、退去跡には、震災後の建物修復工事が完了した1995年（平成7年）11月10日にハーバーランド店が開店している（ハーバーランド店の開店は1992年（平成4年）10月ではなく、1995年（平成7年））。[要出典]

- Kou'Sポートアイランド店×（1995年（平成7年）3月 - 2002年（平成14年）8月31日[要出典]） 神戸市中央区
「エキゾティックタウン」の核店舗。阪神・淡路大震災を機にバンドールを閉店させた退去跡に、震災前のハーバーランドシティ地下1階と1階にあった「Kou'Sホールセールメンバーシップクラブ」の代替として開店[263]。

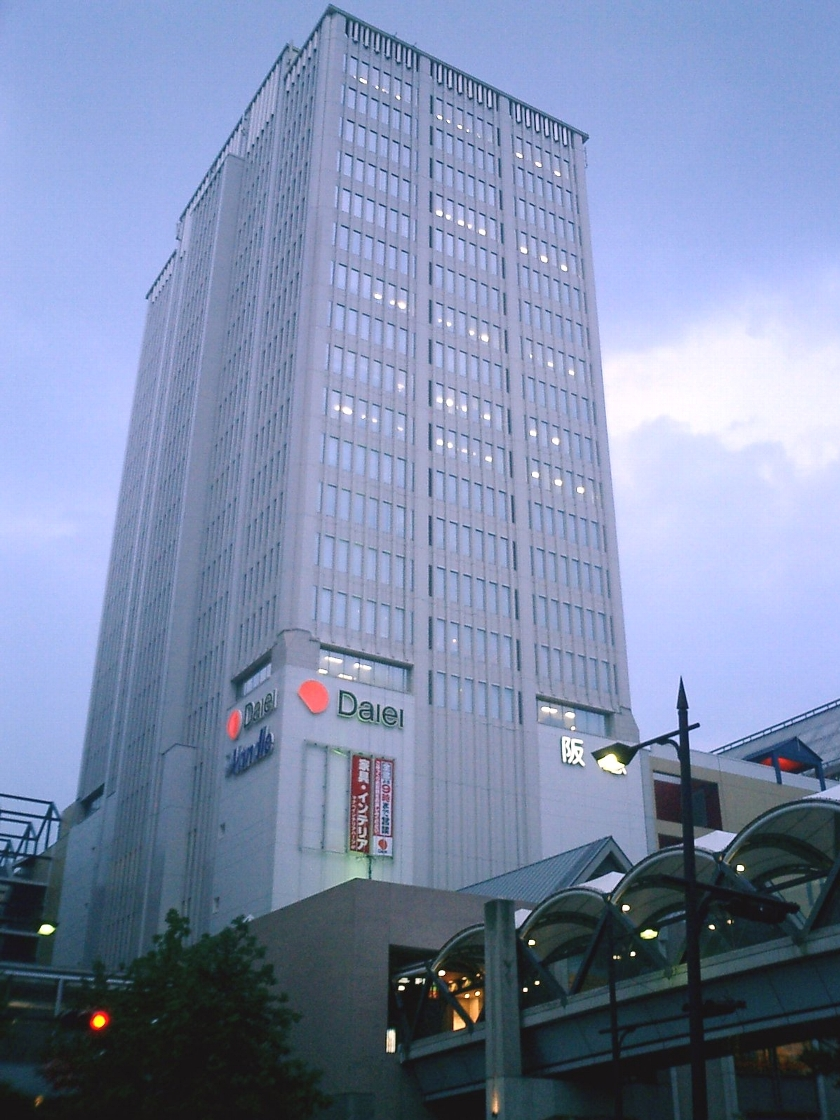
ダイエー ハーバーランド店

- ハーバーランド店（1995年（平成7年）11月10日 - 2005年（平成17年）11月30日[297]） 神戸市中央区
店舗面積約29,400m2[131]。
1992年（平成4年）に開店したハーバーランドシティ（店番号0452、阪神・淡路大震災被災による建物修復工事のため閉店）とは、同じ建物に出店していたが別店舗の扱いで、震災前にハーバーランドシティが営業していた退去跡に、建物修復工事完了後に開店した店舗である。地下1階と1階を直営売場とし、2階から6階にメガバンドールハーバーランド店（店舗番号0637）が入居した。メガバンドールについては、震災前、ポートアイランドのレストランを併設していた「エキゾチックタウン」にあったがKou'Sの営業を優先するために閉店したバンドールの神戸への再出店（事実上の復活）と位置付けられた。メガバンドール消滅後はダイエーグループ各社や他社の入居する専門店街となった[要出典]。
退去跡は、建物を所有している三菱倉庫が系列のディエヌ建物管理により[298]、2006年（平成18年）11月22日に開店したイズミヤ[299] などの入居する複合商業施設Ha・Re（現・umie）が2007年（平成19年）3月30日に全館開業した[300]。
- 新神戸OPA
ポートアイランドに移転した神戸市立中央市民病院の跡地に[301] 1988年（昭和63年）9月29日に開業した新神戸オリエンタルホテルと同居する形で1988年（昭和63年）9月23日に開業した[292] が、当時施設を保有していた株式会社福岡ドームとの契約期限満了に合わせて2002年に撤退）

##### 東灘区
- 野寄店（1963年（昭和38年）11月15日[302] - 1971年（昭和46年）[262]）神戸市東灘区本山町野寄字畑田38[303][302]
店舗面積429m2[304]
協業店舗を継承して出店した店舗で、1階建ての建物で食料品と雑貨のみを扱う小型店であった[304]。
ダイエー初の閉店、第1号店。[要出典]

- 住吉店×[265]（1967年（昭和42年）4月27日[305] - 1995年（平成7年）1月17日[265]） 神戸市東灘区住吉宮町3-5-11[305]
店舗面積約1,293m2[305]。
開店当時、灘神戸生協（現：生活協同組合コープこうべ）の本部至近距離(駅を挟んで約400m)にダイエーが開店したことで話題となって売場面積1,485m2ながら開業後1ヶ月で約1億円の売上を上げるなど好調なスタートを切ったが、生協が生鮮食料品の強さを武器にして肉と野菜の鮮度と価格で対抗し、生協が上回った[254]。震災で建物が倒壊し[265]解体され、跡地に「グルメシティ生鮮市場住吉店」（後のダイエーグルメシティ住吉店）が仮設建造物にて開店。[要出典]
- ダイエーグルメシティ住吉店×（1995年（平成7年）9月 - 2017年（平成29年）1月31日[306]、開店当時はグルメシティ生鮮市場住吉店）神戸市東灘区住吉宮町
店舗面積約1,000m2[306]。
阪神・淡路大震災によって全壊したダイエー住吉店の跡地に開店。開店当初はグルメシティ生鮮市場住吉店と称した[306]。
売り上げのおよそ9割を食品が占めていたが、閉店間際は同業他社との競争が激しくなり前年割れが続いていた[306]。
- 深江店×[307]（1971年（昭和46年）10月29日[153] - 1995年（平成7年）1月17日[307]） 神戸市東灘区深江本町3-9-1-1[153]
店舗面積約1,221m2[124]。
阪神電車の深江駅前・南側に存在。震災による倒壊で1995年（平成7年）1月17日に閉店した[307]。

##### 灘区
- 東神戸店 → 灘店（1963年（昭和38年）4月1日開店[308] - 1990年前後[要出典]）神戸市灘区篠原南町6-3[303]
売り場面積1,790m2[303]
グルメシティ灘店開店に伴い閉店[要出典]。
- イタリアーノ六甲店（1988年（昭和63年）[309] 11月18日 - 1995年（平成7年）1月17日[310]） 神戸市灘区
JR六甲道駅の北側にある神戸市都市整備公社が運営する再開発ビル核テナントとして開店した[309] 子会社の（株）イタリアーノの運営する高品質食品スーパーであったが、阪神・淡路大震災被災による建物修復工事のため閉店[310]。店舗面積830m2の小型店で主に食料品を扱う食品スーパーであった[309]。
- ダイエーグルメシティ六甲道駅前店（ダイエー六甲道駅前店→イタリアーノ六甲道駅前店→1996年（平成8年）9月ダイエーグルメシティ六甲道駅前店 - 2005年（平成17年）8月31日閉店[189][190][191]） 神戸市灘区
震災後、撤退した「イタリアーノ六甲店」の跡地に1995年（平成7年）11月にダイエー六甲道駅前店として開店し、1996年9月18日にイタリアーノ六甲道駅前店として新装開店した[310]。
退去跡には、「パントリー フォレスタ六甲店」が開店した[311]。
同じJR六甲道駅の反対側にある灘区深田町には「ダイエー六甲道店」が駅に直結するビル内に出店している[312]。

##### 兵庫区

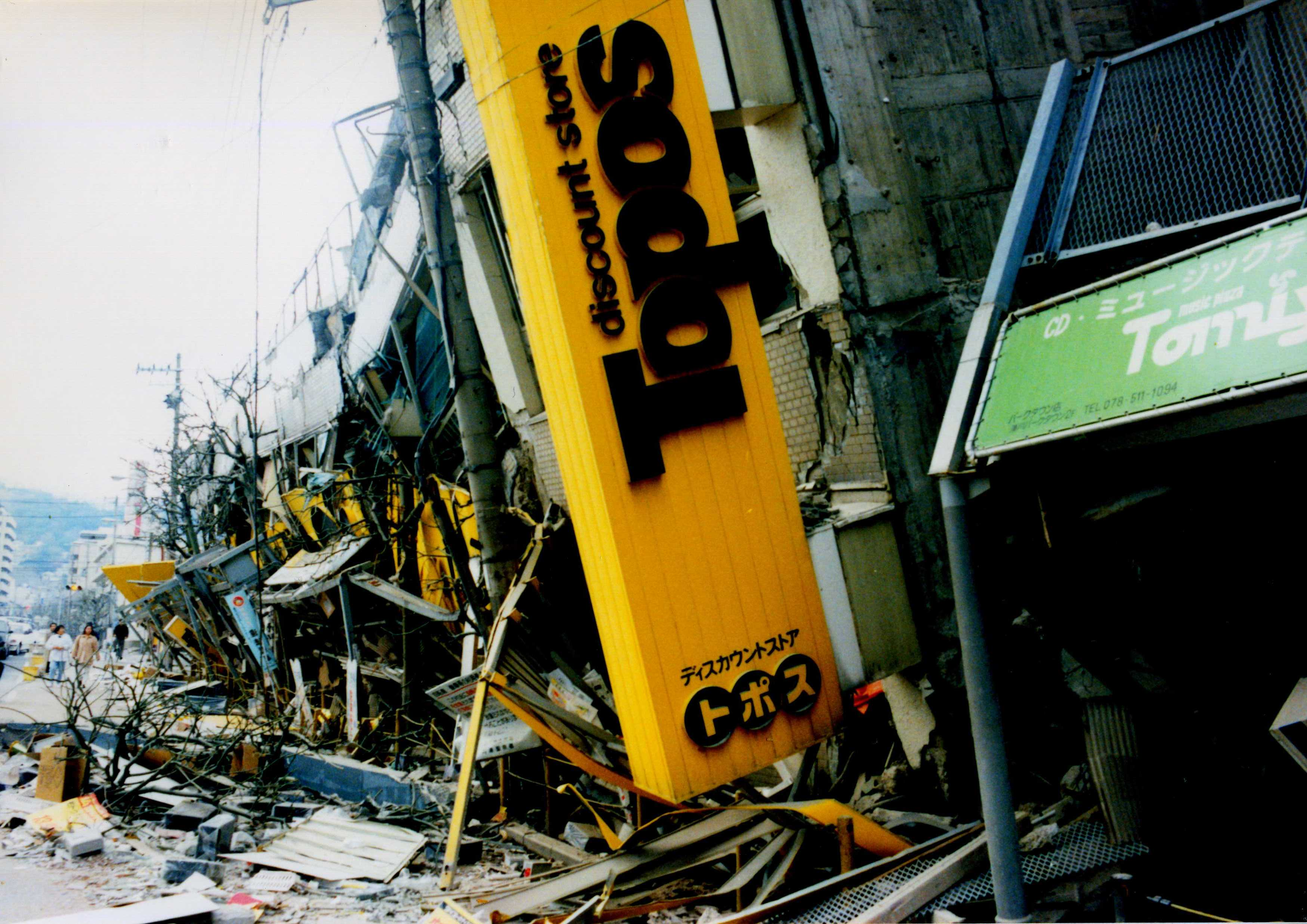
阪神・淡路大震災で倒壊したトポス東山店

- トポス東山店×（1968年（昭和43年）7月1日[313] - 1995年（平成7年）1月17日[265]） 神戸市兵庫区東山町4-8-1[313]
敷地面積約985m2[313]、鉄骨鉄筋コンクリート造地下1階地上7階建て塔屋2階[313]、延べ床面積約7,188m2[313]、店舗面積約3,291.1m2[313]（当社店舗面積約1,749.8m2[313]）、駐車台数約30台[84]。
「神戸東山ビル」の「ニュー湊川ショッピングセンター」の核店舗として出店していた[313]。
神戸市街地屈指の市場・東山商店街と産業道路に挟まれたエリアに出店。至近距離に湊川店が開店して以後、トポスに業態転換したが、震災で建物が倒壊し[265] 解体された。跡地にはマンションが建てられた[要出典]。

##### 長田区
- 西神戸店×[307]（1961年（昭和36年）10月25日開店[314] - 1995年（平成7年）1月17日[307]） 神戸市長田区二葉町5-7-8[82]
鉄筋コンクリート造地上4階建て[83]、売場面積約1,783m2[82]。
当店の開業時には、兵庫県内の医薬品業者約1,600店が一斉休業して生田公会堂で「医薬業危機突破大会」を開催して抗議を行った[315]。
大正筋商店街内にあった。震災で建物が倒壊し[307]解体された。
- グルメシティ西神戸店（1995年（平成7年）6月17日 - 2003年（平成15年）11月9日） 神戸市長田区[要出典]
震災で閉店した西神戸店の代替となる、2代目のダイエー西神戸店として開店した。大正筋商店街の平屋仮設店舗「パラール」の西館に、他の商店とともに入居し軒を並べた。のちにグルメシティに転換後、震災復興事業の進捗で近隣に2003年（平成15年）11月21日から「ダイエーグルメシティ新長田店」が開店することに伴い閉店。[要出典]

- グルメシティ新長田店（2003年（平成15年）11月21日　- 2021年（令和3年）12月[316]31日[要出典]） 神戸市長田区久保町5[316]
グルメシティ西神戸店の代替として[要出典]アスタくにづか3番館地下1階に出店していた[316]。同業店舗との競争激化で売り上げが低迷し閉店。[要出典]跡地は2022年（令和4年）5月17日にロピア新長田店が出店予定[316]。

##### 須磨区
- 板宿店（初代、1961年（昭和36年）3月10日[317] - 1982年（昭和57年）7月[318]3日） 神戸市須磨区菊池町2-6[256]
鉄筋コンクリート造地上4階建て[83]、売場面積約1,518m2[318]。
1982年（昭和57年）7月に開業したビバタウン板宿に（2代目）板宿店（店舗面積8,184m2）を出店している[319]。
板宿A地区第1種市街地再開発事業に権利者として参画した[320]。

##### 垂水区

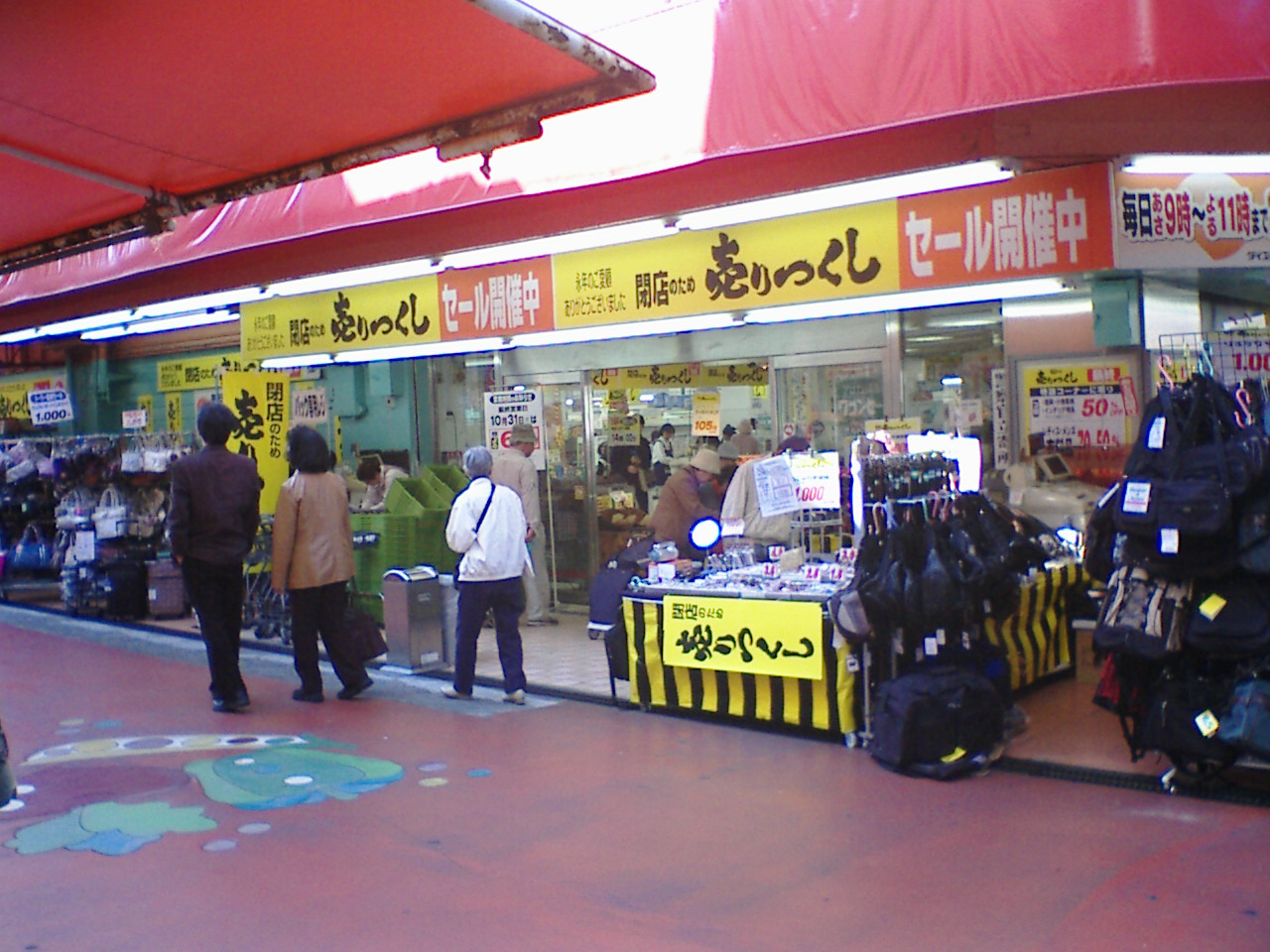
閉店間近のダイエー垂水店（閉店セール中の様子）

- 垂水店（1969年（昭和44年）11月28日[305] - 2005年（平成17年）10月31日[81]） 神戸市垂水区神田町4-36[305] SC名称:ニュー垂水ビル[213]（旧:垂水ショッパーズプラザ）
延べ床面積約6,366m2[213]、店舗面積4,344m2[305]、駐車台数約36台[84]。
ニュー垂水ビルに出店していた[213]。同ビルには100円ショップ「ダイソー神戸垂水店」が核店舗として出店している[145]。（地下1階に「業務スーパー」、1階にパチンコ店）[要出典]

##### 北区

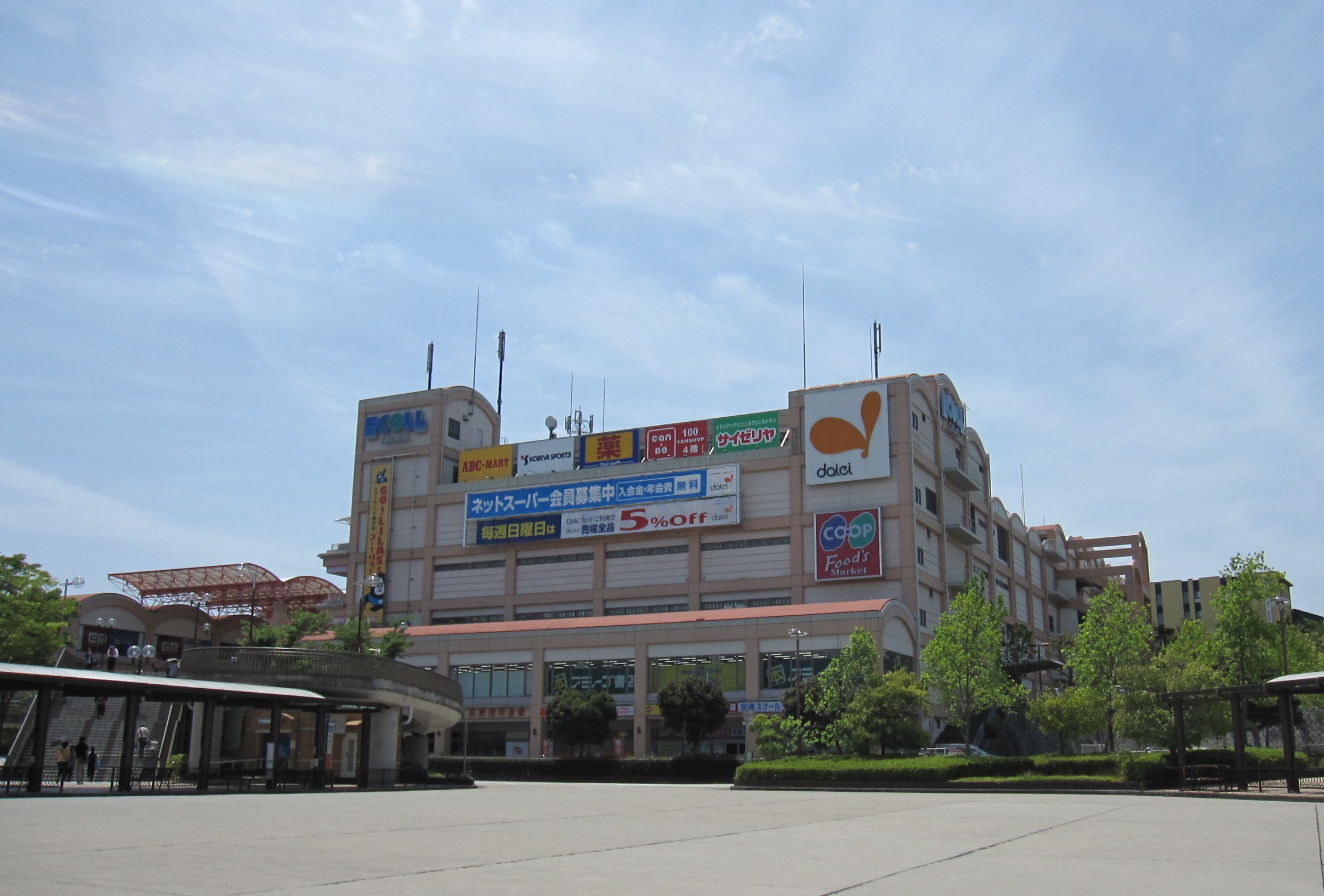
藤原台店

- 藤原台店（1992年（平成4年）4月2日[321] - 2016年（平成28年）2月29日） 神戸市北区藤原台中町1-2-2[145][321] SC名称:藤原台地区センター・エコール・リラ[145]
敷地面積約58,000m2[321]、店舗面積約24,387m2[145]、延べ床面積約40,700m2[145]。直営店舗面積約12,000m2[145][321]。
2016年（平成28年）3月1日に本州の総合スーパー29店舗が「イオンリテールストア」に承継されて[105]、運営がイオンリテールへ移管され[322]、同年3月にイオン藤原台店として新装開店することになった[322]。

##### 西区
- ディーランド神戸学園店 → 神戸学園店（1986年（昭和61年）3月28日[323] - 2005年（平成17年）11月18日業態転換[324]） 西区学園西町1-4[323]
敷地面積約16,350m2[323]、鉄筋コンクリート造地上3階建て塔屋1階[323]、延べ床面積約17,055m2[323]、店舗面積約9,168m2[323]（当社店舗面積約6,000m2[323]）、駐車台数約600台[323]。
神戸市市営地下鉄学園都市前にある[325]神戸ニュータウン開発センターのキャンパススクエア（店舗面積約9,296m2、延べ床面積約16,682m2）の核店舗として出店していた[323]。当初は「ディーランド神戸学園店」という名称だった[323]。
2005年（平成17年）11月18日に総合スーパーから食品スーパーに業態転換して「グルメシティ神戸学園店」として新装開店した[324]。

- イタリアーノ西神店
神戸市市営地下鉄西神中央駅前のプレンティのモール1番街に出店[326]。退去跡には1994年（平成6年）にエース西神店が出店した[326]。

### 阪神間

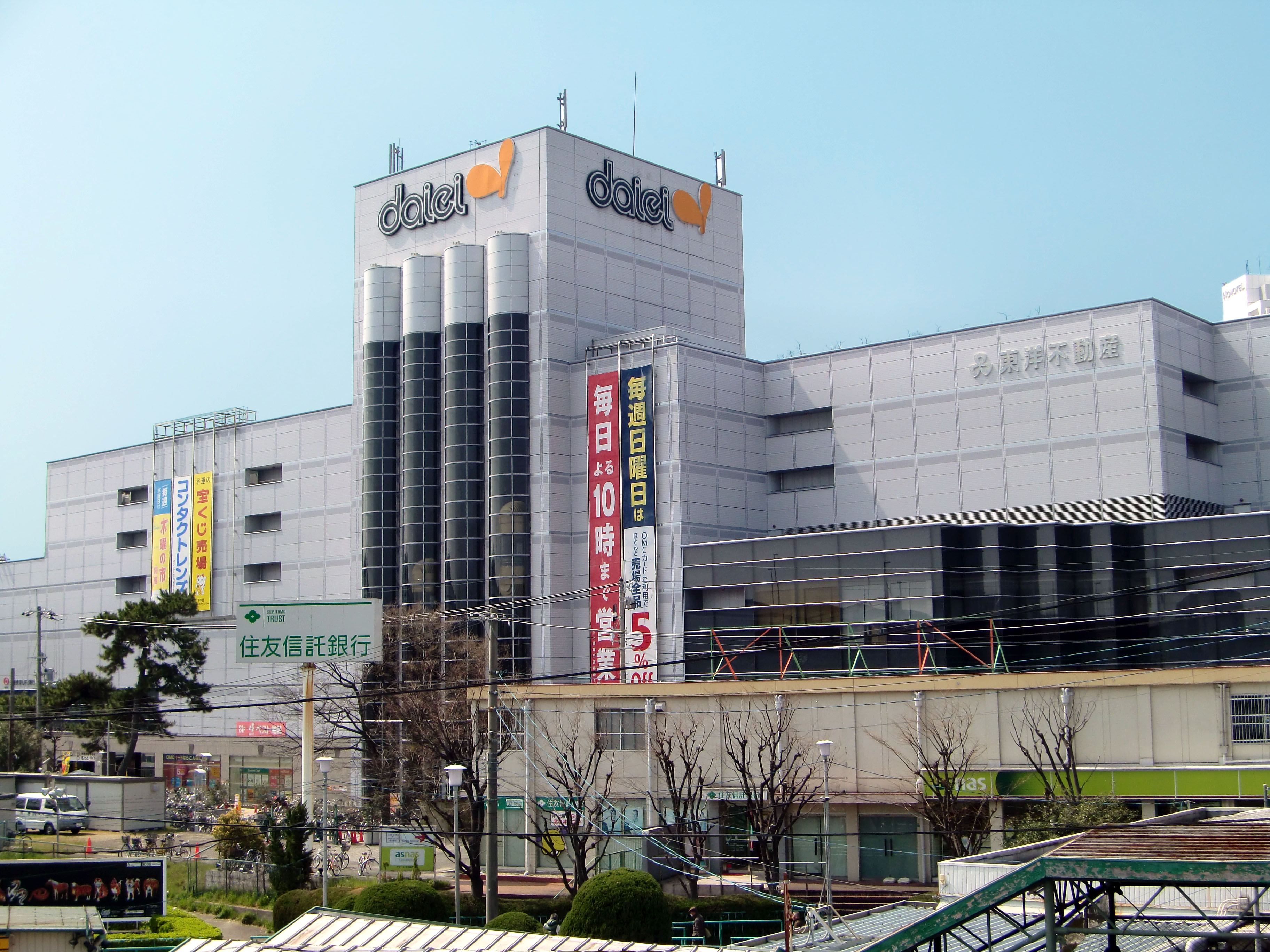
甲子園店

- プランタン甲子園 → 甲子園店（旧：プランタンデパート甲子園、1993年（平成5年）6月17日[327] - 1995年（平成7年）9月1日直営化[328] - 2016年（平成28年）2月29日） 西宮市甲子園高潮町22-3[329] SC名称:甲子園東洋ビル[329]
敷地面積約15,905m2[329]、鉄筋コンクリート造地下2階地上7階建て[329]、延べ床面積約79,527m2[329]、店舗面積約29,000m2[330]。
21世紀のデパートの有り方を模索する実験店と称して開店し[330]、1995年（平成7年）9月1日に直営化して「ダイエー甲子園店」として新装開店することになった[328]。
初年度売上高目標180億円で開業し[330]、ダイエーの直営化直前には売上高150億円超を上げていた[328]。
ダイエーが開業させたプランタンの最後の店である。運営はダイエー100%出資のプランタンデパート甲子園が担当。[要出典]
2016年（平成28年）3月1日に本州の総合スーパー29店舗が「イオンリテールストア」に承継されて[105]、運営がイオンリテールへ移管され[322]、同年3月10日にイオン甲子園店として新装開店した[331]。その後、2017年10月1日をもって一旦閉店したのち、[要出典]2018年（平成30年）4月26日に三菱地所の運営するCorowa甲子園として新装開店した[332]。なお、イオンは地下2階に「イオンスタイル甲子園」として大幅に縮小して出店した[333]。

- (初代) 西宮店（1977年（昭和52年）11月30日[334] - 2016年（平成28年）2月29日） 西宮市林田町51-1[334]西宮店

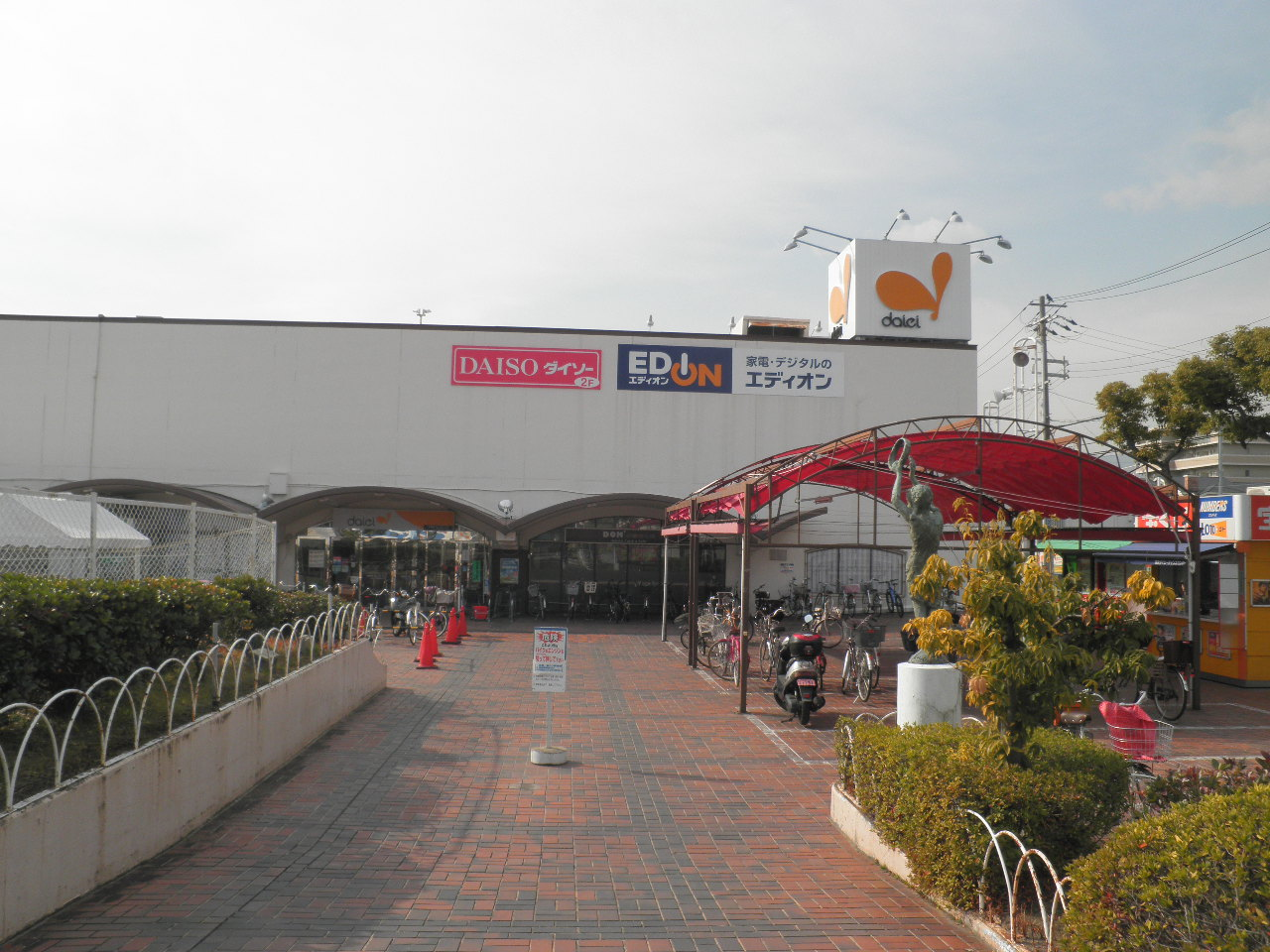
西宮店

敷地面積約11,700m2[335]、鉄骨鉄筋コンクリート造地下2階地上2階建て[334]、延べ床面積約23,434m2[335]、店舗面積約11,779m2[334]（当社店舗面積約10,649m2[334][84]）、駐車台数約400台[84][334]。
2016年（平成28年）3月1日に本州の総合スーパー29店舗が「イオンリテールストア」に承継されて[105]、運営がイオンリテールへ移管され[322]、同年3月10日にイオン西宮店として新装開店[322]。尚、山陽マルナカの一部店舗の営業譲受によって直営化されたのち、2021年（令和3年）12月1日に改称した2代目「ダイエー西宮店」は西宮市浜松原町21-1に2000年（平成12年）11月11日開業[336]。

- マルナカ西宮店→ (2代目) 西宮店 (旧山陽マルナカ、2000年 (平成12年) 11月11日 - 2025年 (令和7年) 2月28日[337])　西宮市浜松原町21-1
2000年 (平成12年) 11月11日に山陽マルナカ西宮店として開業した店舗。
2019年 (平成31年) 3月1日に近畿地方で営業している山陽マルナカの店舗をダイエーが継承することとなりダイエーのマルナカ西宮店として営業を開始[広報 21]。
2021年 (令和3年) 12月1日からは屋号からマルナカの名が外され名実ともにダイエーとしての営業を開始[広報 22] 。
2022年 (令和4年) 4月23日には近畿エリアにおける旗艦店として位置づけられ、店舗の大規模リニューアルが実施された[広報 23] 。
店舗跡は2025年 (令和7年) 4月1日付でイオンリテールへ継承され[広報 24]「そよら西宮今津」として5月下旬頃再開業予定[338]。

- ハイパーマート三田店 → ディー・ハイパーマート三田店[1] →　三田店（1988年（昭和63年）6月24日[339][340] - 2016年（平成28年）3月27日） 三田市弥生が丘1-2-1[341]
敷地面積約11,997m2[340]、延べ床面積約43,654m2[342]、店舗面積約13,150m2[342]（当社店舗面積約7,300m2[339]）。
北摂ニュータウンにあるフローラ88ショッピングセンターの核テナントとして出店していた[340]。
当初は直営であったが、1999年（平成11年）8月1日に株式会社ダイエー・ハイパーマートに[広報 1]、さらに2000年（平成12年）9月1日に株式会社ディー・ハイパーマートに移管された[1]。
2002年（平成14年）9月1日に再度ダイエーに譲渡され「ダイエー三田店」（店舗番号0700）として新装開店。[要出典]
2016年（平成28年）3月1日に本州の総合スーパー29店舗が「イオンリテールストア」に承継されて[105]、運営がイオンリテールへ移管され[322]、同年3月にイオン三田店として新装開店したが[322]、2025年（令和7年）2月末にフローラ88と共に完全閉店する予定[343]。閉店後は新たな商業施設に建て替えられることになる[343]。

- 宝塚店×（1963年（昭和38年）12月5日[344] - ?） 宝塚市川面5-17-5[82]
売場面積約669m2[82]。
寄合マーケットの「共栄ストア」の店舗を継承して出店[345]。食品と雑貨を販売していた[345]。

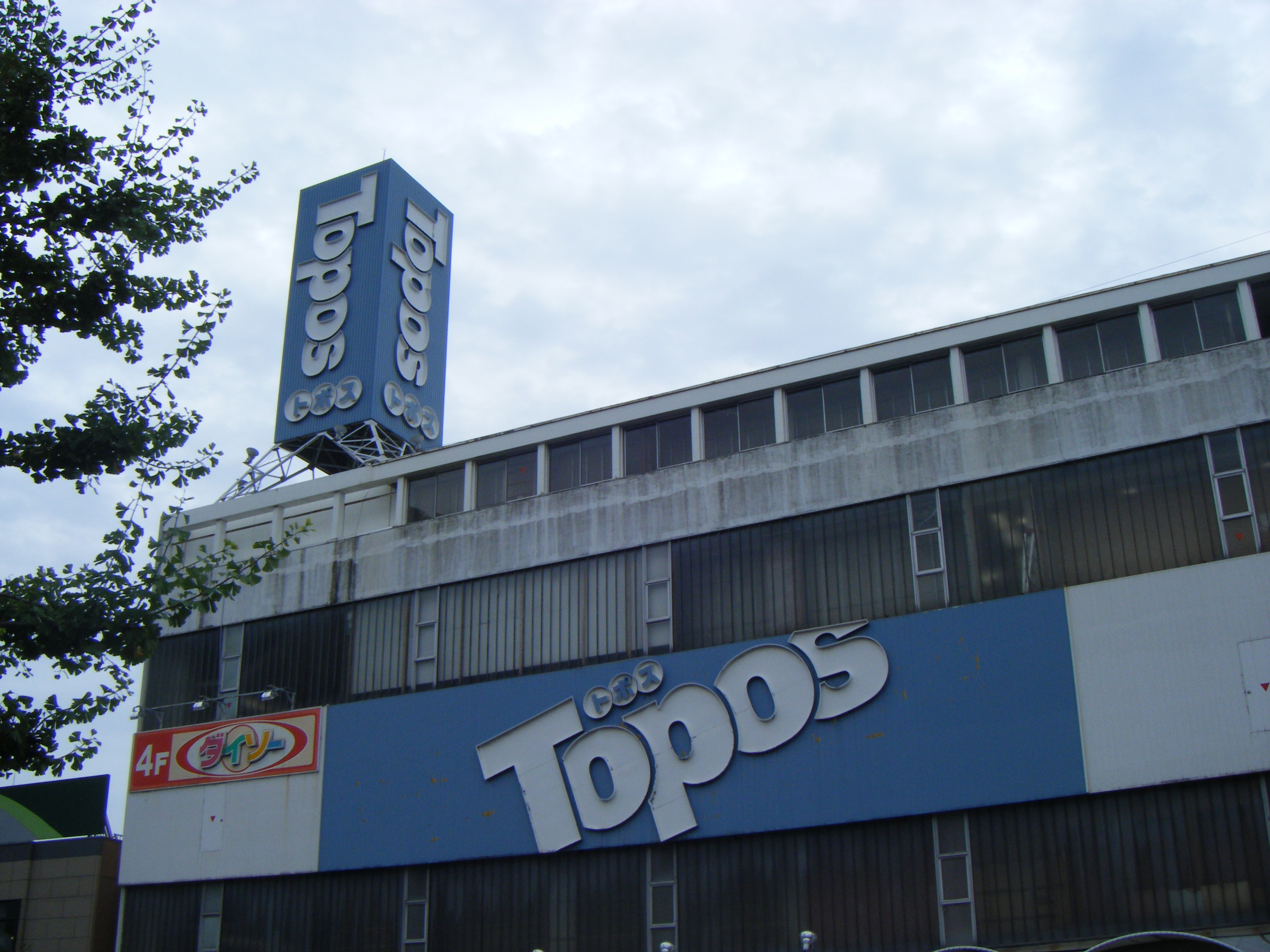
トポス尼崎店

- 尼崎店 → トポス尼崎店（1966年（昭和41年）11月3日[346][347][348] - 1982年（昭和57年）3月6日業態転換[349][350] - 2010年（平成22年）2月28日[広報 13][351]） 尼崎市昭和通7丁目243[347]SC名称:（旧:尼崎ショッパーズプラザ）[347]
地下1階地上4階建て[346]、延べ床面積約8,029m2[145]、店舗面積約5,000m2[145]（閉店時の直営店舗面積約3,713m2[広報 13]）。
開業初日には約5万人が殺到して一時警官が出る騒ぎとなった[348]。開業時は、地下1階が食品で、1階が衣料品・薬品・化粧品、2階が衣料品、3階が日用品・電気製品の売り場となっていた[348]。
地元の反対を押し切る形でオープン。[要出典]
1982年（昭和57年）3月6日にトポスに業態転換[349][350]。
2004年（平成16年）の閉鎖対象53店舗に当初入っていたがその時点では閉鎖を免れた。しかし、老朽化が激しくなったなどのため閉店[351]。晩年はダイソー（店舗面積約1,016m2）が出店し[145]、5階は閉鎖していた[要出典]。当店の閉鎖でトポスの業態は北千住店を残すのみとなった[351]。
跡地は2010年（平成22年）12月12日に「スーパー玉出」尼崎店が出店したが[352]、2024年（令和6年）6月20日に閉店した[353]。

- 三和店×（1969年（昭和44年）12月13日[354][347] - 1990年（平成2年）3月11日[要出典]） 尼崎市神田中通6-211[347] SC名称:三和ショッパーズプラザ[347]
敷地面積約1,759m2[347]、鉄筋コンクリート造地下1階地上4階建て・塔屋2階[355]、延べ床面積約7,335.31m2[355]、売場面積約4,614m2[347]。
1965年（昭和40年）夏に尼崎信用金庫の所有地の売買契約を締結したが、地元商業者らが結成した「主婦の店ダイエー尼崎進出反対期成同盟」を結成して「預金の層引き揚げ運動」を始めたことから、1966年（昭和41年）1月18日に尼崎信金が手付金の倍返しを行って契約を解除して出店が阻止された[356]。そして、地元商業者の有力者らが協同で「西尼専デパート」を開設したが[357]、同店が営業不振で撤退したため跡地に当社が出店した[354]。
尼崎店（上記）の近隣（尼崎中央・三和・出屋敷商店街）に開店。出屋敷店に店舗機能を移転する形で閉店した。[要出典]
- 出屋敷店（1990年（平成2年）3月[26] 21日 - 2005年（平成17年）10月31日[81]） 尼崎市
直営店舗面積約7,803m2[26]。
駅前再開発ビル「リベル」の核店舗であった。現在は退去跡に「関西スーパー」が出店しているほか、ネットストアを運営する「MonotaRO」の本社オフィスが入居する[要出典]。

- 芦屋店 → グルメシティ芦屋店（1969年（昭和44年）12月15日[358] - 2002年（平成14年）8月25日[359]） 芦屋市茶屋之町6-17[82]
敷地面積約1,100m2[360]、2階建て[360]、店舗面積約1,243m2[82]。
日常必需品のみを取り扱う小型店の1号店として住宅街の一角に出店した[360]。
- グルメシティ芦屋陽光店（1998年（平成10年）4月[361] - 2003年（平成15年）3月31日[361]） 芦屋市
兵庫県が開発した埋め立て地に5年間の暫定的な店舗として開店し、期限終了後に近隣に恒久的な店舗の開業を目指していたが、開業時の売上目標5億円に対して2001年度の売上高が約2.49億円と半分に満たないなど売上が低迷して回復が見込めないとして閉店となった[362]。

- イタリアーノ東芦屋店（? - 2003年（平成15年）8月31日） 芦屋市
店舗面積1,239m2[4]。
2003年（平成15年）9月1日以後、ダイエーグルメシティ東芦屋店（店舗番号0629）として現在営業中[要出典]。

- 西武庫店→グルメシティ西武庫店（1971年（昭和46年）4月9日[79][302] - 2018年（平成30年）10月31日[広報 25] ） 尼崎市武庫元町1-24-6[79]
店舗面積1,325m2。

- 川西店（1974年（昭和49年）6月28日[153] - ） 川西市東多田字下滝131-1[153]
店舗面積11,488m2[363][364]、駐車台数約990台[364]。
建て替えて、2016年（平成28年）11月23日に「イオンタウン川西」が開業した[365]。

### 姫路市
- （初代）姫路ショッパーズプラザ[366] → 姫路駅前店 → トポス姫路駅前店[131]（1964年（昭和39年）10月16日[366][367] - 1980年（昭和55年）10月16日[366] - 1999年（平成11年）6月14日[368]） 姫路市光源寺前町39[366] SC名称:（旧:姫路駅前ショッパーズプラザ）
鉄筋コンクリート造地下1階地上5階建て[367]、延べ床面積約5,977m2[367]、店舗面積約3,526m2[368][80]。
- 姫路店×（1974年（昭和49年） 12月6日[369][370] - 2002年（平成14年）1月14日[371][372]） 姫路市中二階町35[369] SC名称:姫路センタービル[373]
鉄筋コンクリート造地下1階地上8階建て塔屋1階[369]、延べ床面積約25,635m2[369]、店舗面積約13,186m2[369]（当社店舗面積約10,348m2[369]）、駐車台数約150台[369]。
三光亭ほか21名の地権者がダイエーからの貸付金で建設した姫路センタービルの核店舗として出店した。
地元商店街側との折衝で面積を大幅に削減され、5階と6階は1976年（昭和51年）9月から、7階は1977年（昭和52年）3月からとて段階的に売り場を増やす形で開業した[373]。
地下1階・地上8階建てで店舗面積9,248m2の店舗で最盛期の1978年（昭和53年）度には売上高約82.25億円を上げた[371]。
しかし、各階の売り場面積が狭い多層階という店舗構造で、さらに駐車場もないことから、収益の改善が見込めないとして閉店となった[371]。
2002年（平成14年）1月14日の閉店後に8階建てのビルは解体[372]。
2003年（平成15年）4月28日に「姫路ひろめ市場」が開店した[374] が、開店から1年半足らずの2004年（平成16年）10月1日に運営する「姫路ひろめ市場」が神戸地裁姫路支部に自己破産を申し立てて[375] 閉鎖したため、2005年（平成17年）5月に株式会社銀ビルストアーの「ボンマルシェ大手前店」が出店[376]。

- 花北店[127] → Dマート花北店（1982年（昭和57年）11月[127] - 2002年（平成14年）5月31日[377]） 姫路市増位新町1丁目6番 花の北ショッピングモールB棟[378]
敷地面積約6,279.26m2[378]、鉄筋コンクリート造及び鉄骨造地上7階建て塔屋2階[378]、延べ床面積約28,999.78m2[378]、店舗面積約6,400m2[65]
花の北ショッピングモールA棟を通じてニチイと[378]テント上屋付きのデッキで2階部分が接続されていた[379]。

### 播磨（神戸市・姫路市を除く）
- FCハイパーマート西脇店 → ハイパーマート西脇店 → ディー・ハイパーマート西脇店[1]（旧：ダイエーふうしゃ、1993年（平成5年）3月26日 - 2002年（平成14年）8月31日） 西脇市
店舗面積13,737m2[4]。
当初はFC店であったが、1999年（平成11年）8月1日に株式会社ダイエー・ハイパーマートに[広報 1]、さらに2000年（平成12年）9月1日に株式会社ディー・ハイパーマートに移管された[1]。プール棟は解体され、改装後は2003年（平成15年）11月28日にイズミヤ系の「カナート西脇店」が出店[380] したが、施設の契約期間満了に伴い、貸主のダイエーと契約更新に向けて交渉を行ったが、合意に至らず、2013年（平成25年）9月7日に閉店[381] した。

- 竜野店（1973年（昭和48年）12月5日[382] - 2016年（平成28年）2月29日[要出典]） たつの市龍野町堂本字五反田250-1[383] SC名称:赤とんぼ広場[383]
敷地面積約18,399m2[383]、鉄筋コンクリート造地上3階建て塔屋1階[383]、延べ床面積約16,619m2[383]、店舗面積約9,293m2[383]（当社店舗面積約6,637m2[383]）、駐車台数約550台[383]。
地元が設立した「龍野開発会社」が開設し[384]、専門店街を併設した「赤とんぼ広場」の核店舗として出店した[385]。
2016年（平成28年）3月1日に運営がイオンリテールへ移管され[322]、イオン竜野店として開店したが[322]、2022年（令和4年）10月31日に赤とんぼ広場と共に完全閉店し[386]、跡地は市内の神岡町東觜崎に所在する「とくなが病院」が取得し、病院を新築移転する予定[387]。

- 明石店 → 明石第1店・明石第2店 → 明石店（1966年（昭和41年）10月28日[347] - 2005年（平成17年）8月31日[189][190][191]） 明石市大明石町1-3-6[347] SC名称:（旧:明石ショッパーズプラザ→明石第1ショッパーズプラザ・明石第2ショッパーズプラザ）
東館（第一明宝ビル・明神ビル）[65]:店舗面積約5,888m2[65]、延べ床面積約10,311m2[65]。
西館（第二明宝ビル、1974年（昭和49年）11月）[65]:店舗面積約4,919m2[65]、延べ床面積約12,838m2[65]。
店舗面積約10,053m2[131]。
退去跡のうち西館の東半分に2006年（平成18年）「ジュンク堂書店明石店」が出店[388]（ダイエー閉店以前にも、「ジュンク堂書店明石店」は東館の5・6階で営業していた）。[独自研究?]
西館は2008年（平成20年）春に1階にあなぶき興産のマンションギャラリー「アルファステイツ明石アヴェニュー」を開設していたが退去後、2010年（平成22年）10月28日に1階に100円ショップ「FLET's（フレッツ）」開店。2010年（平成22年）10月8日に2階にリサイクルショップ「古着常屋（こぎつねや）」を開店していたが、2012年（平成24年）6月24日に閉店している。[独自研究?]
地元の地権者らで作る明石駅前南地区市街地再開発組合が6階建ての商業・公共施設棟と34階建ての住宅棟からなる再開発ビルを建設する明石駅前南地区再開発事業を進めており[389]、2013年（平成25年）12月20日から建物を解体し[390]、2014年（平成26年）6月6日に新築工事に着工[391]、住宅棟は同年8月7日に着工した[392]。完成は2017年1月の予定である[391]。2016年12月1日にパピオス明石として開業[393]。

- ハイパーマート二見店 → ディー・ハイパーマート二見店[1]（1990年（平成2年）4月12日[394] - 2002年（平成14年）8月31日[143]） 明石市西二見89-3[394]
直営店舗面積約13,000m2[394]、専門店街約6,000m2[394]、飲食店約2,000m2[394]、駐車台数約1,500台[394]。
建物は3層構造で1階が売り場で2階と3階が駐車場となっていた[394]。当初は直営であったが、1999年（平成11年）8月1日に株式会社ダイエー・ハイパーマートに[広報 1]、さらに2000年（平成12年）9月1日に株式会社ディー・ハイパーマートに移管された[1]。閉店発表当初は別館のみ閉鎖であったが、発表が変更されて全館閉鎖になった。
退去跡の本館部分は「カルフール明石」を2004年（平成16年）1月23日に開店[395] したが、2007年（平成19年）[396] 1月10日に閉店。別館部分は「ミドリ電化二見店」（現：エディオン）を2004年（平成16年）1月17日に開店。カルフール明石が閉店後も営業を継続していたが、「イトーヨーカドー明石店」へ移転に伴い、2013年（平成25年）10月14日に閉店。[独自研究?]本館部分の跡地は、同じイオングループのイオンリテールに運営譲渡され、2008年（平成20年）10月3日に「イオンタウン明石ショッピングセンター」が開業[397] し、2011年（平成23年）11月21日に運営がイオンタウンに移管され、名称も「イオンタウン明石」に変更されたが、運営会社の退去に伴い2014年（平成26年）12月31日に閉店[広報 26] した。建物は2021年（令和3年）から解体され、跡地にはスーパーマルハチとコーナンが[398]2023年（令和5年）12月2日に開業した[広報 27]。

- 加古川店 →ディーランド加古川（1973年（昭和48年）6月29日[399][153] - 1999年（平成11年）1月10日） 加古川市加古川町溝ノ口字案内510-1[153] SC名称:加古川ショッパーズプラザ[399]（加古川ニッケビル[109]）
地下1階地上5階建て[399]、延べ床面積約14,784m2[109]、店舗面積約10,040m2[399]、駐車台数約80台[364]。
1988年（昭和63年）4月にディスカウントストアに業態転換[170]。
跡地にCASA竹田家具が出店したが、2014年（平成26年）3月31日をもって建物の老朽化に伴い閉店、建物も解体された。[独自研究?]

- 加古川パークタウン店（1984年（昭和59年）2月8日[400][175][251] - 2002年（平成14年）12月31日[401]） 加古川市寺家町173-1[400]
敷地面積約41,500m2[400]、鉄骨鉄筋コンクリート造地上3階建て塔屋1階[400]、延べ床面積約41,256m2[400]、店舗面積約17,871m2[400]（当社店舗面積約12,472m2[400]）、駐車台数約1,300台[400]。
「ニッケパークタウン」の核店舗として出店していた[400]。
加古川駅西側にあった。2004年（平成16年）5月30日に「コープこうべ」[402]・「ミドリ電化」等が出店・ダイソー等が出店[403]。

### 丹波

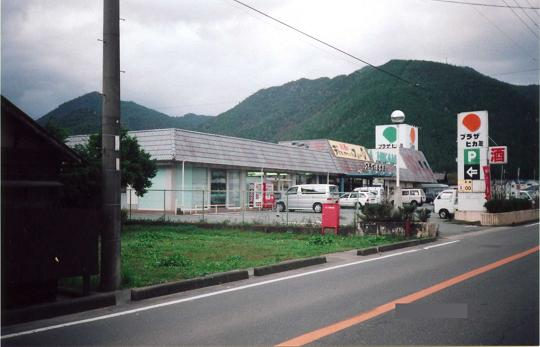
プラザ氷上店

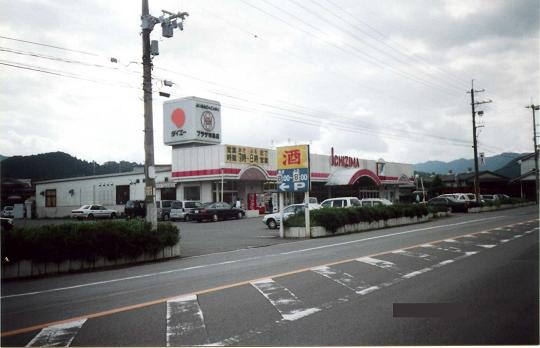
プラザ市島店

- プラザヒカミ プラザ氷上店（? - 2002年（平成14年）11月5日[404]） 氷上郡氷上町[404]（現：丹波市）
1982年（昭和57年）に設立されて1985年（昭和60年）にダイエーとフランチャイズ契約を結んでFC店となり[404]、1989年（平成元年）に100%出資の子会社となった[404]（株）プラザヒカミが運営していた[405]。当店閉店後にプラザヒカミも解散して清算[404][405] された。
- プラザヒカミ プラザ市島店×（? - 2002年（平成14年）10月25日[404]） 氷上郡市島町[404]（現：丹波市）
跡地は三ツ丸ストアー プラザ市島店が営業後、解体され現在はフレッシュバザール市島店。[独自研究?]

## 奈良県

### 奈良市
- 奈良店×（1971年（昭和46年）11月23日[366] - 2005年（平成17年）11月20日[406] ） 奈良市油阪町2-3[124]SC名称:浅川ビル（旧:奈良ショッパーズプラザ）
敷地面積約1,650m2[366]、鉄骨鉄筋コンクリート造地上5階建て[366]、延べ床面積約10,813m2[366]、店舗面積約7,602m2[366]（直営店舗面積約5,001m2[26]）、駐車台数約90台[84]。
JR奈良駅前の奈良市油阪町の三条通り沿いの[407]「奈良観光ホテル」の開発した商業施設へ出店した[366]。
建物が解体され、CDレンタルショップとして建築確認された後2007年（平成19年）6月にパチンコ店に変更申請され[407]、奈良市が「奈良市ラブホテル及びぱちんこ屋等建築等規制条例」[407] 違反として大阪市の遊技場経営会社「アンダーツリー」に12月26日に建築等中止命令書を送付したが[408]、「法も県条例も守っている」と反論して工事を続行したため[407]、奈良市は奈良地方裁判所に工事続行禁止を求める仮処分命令を申し立てたが2008年（平成20年）2月に却下され[407]、パチンコ店[409] やドラッグストアなどが出店している。[独自研究?]

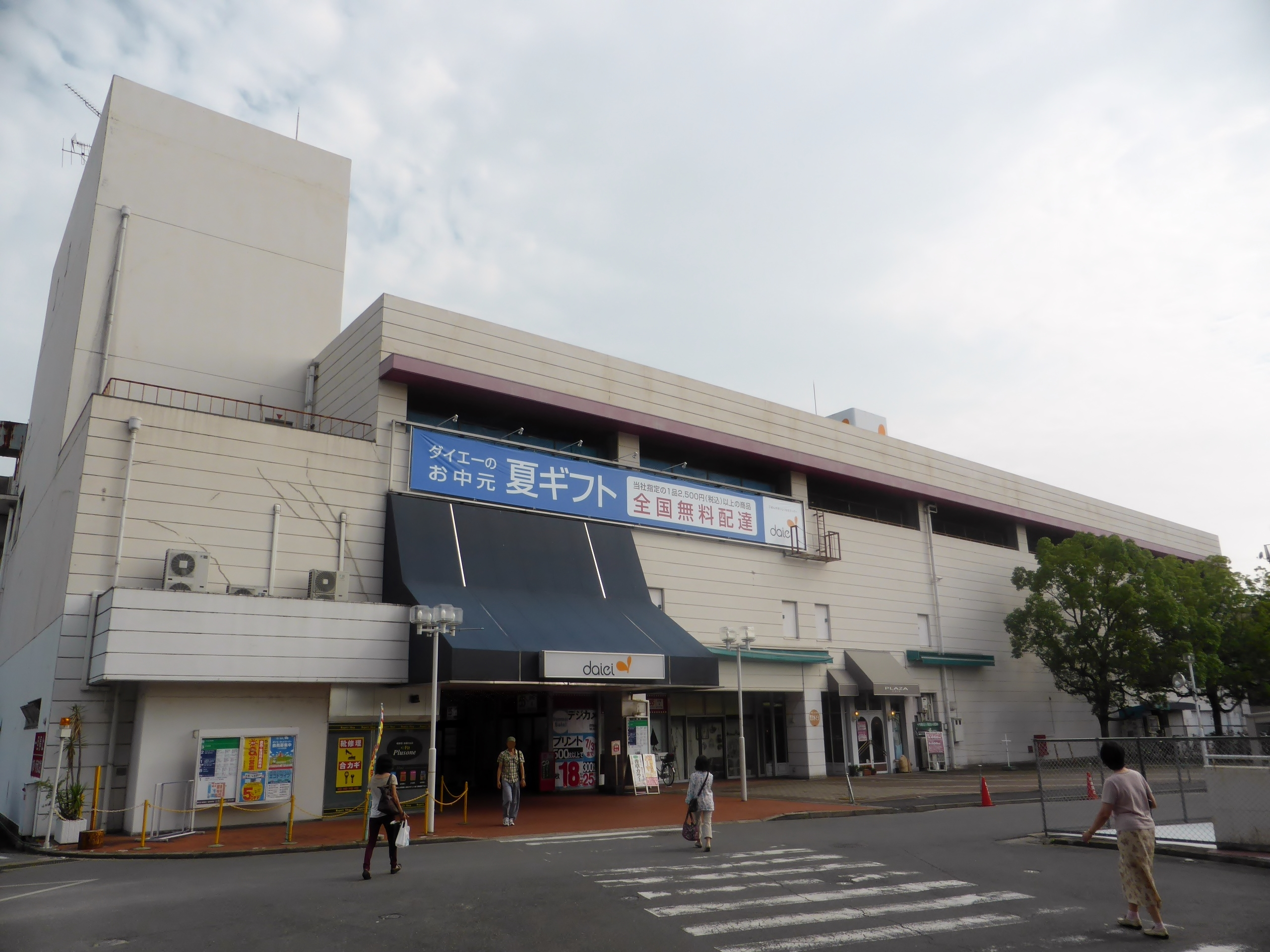
富雄店

- 富雄店（旧：関西ユニード[410]、1973年（昭和48年）5月18日開店[411]。1982年3月20日に全面建て替えのため一時閉鎖[独自研究?]。1983年4月に建替とともに増床され再開店[412] - 2016年（平成28年）2月29日） 奈良市三碓町327[413]
店舗面積約5,837m2>[412][414] → 約7,600m2[412]。
2016年（平成28年）3月1日に本州の総合スーパー29店舗が「イオンリテールストア」に承継されて[105]、運営がイオンリテールへ移行し、後にイオン富雄店となったが、2019年（令和元年）10月31日に閉店。この移管により「ダイエー」屋号の店舗は奈良県から完全に消滅したが、2021年（令和3年）12月1日にマルナカ富雄南店が「ダイエー」に変更し復活している。

### 奈良市を除く奈良県
- サカエ北大和店→グルメシティ北大和店（1995年（平成7年）11月[415] - 2017年（平成29年）2月28日[要出典]）生駒市北大和1丁目23-1[3][416]
跡地は「スーパーヤオヒコ北大和店」が同年12月開店。[独自研究?]
上記の富雄店移管後唯一のダイエー運営店舗だった。この店舗の閉店により、ダイエーは奈良県から一時撤退していたが、2019年（令和元年）3月1日に山陽マルナカからマルナカ富雄南店運営を継承した事により奈良県での店舗展開を再開、上記のように2021年（令和3年）12月1日に「ダイエー」店舗となった。[要出典]

- 大和高田店（1975年（昭和50年）11月22日[417] - 2005年（平成17年）8月31日[189][190][191]） 大和高田市幸町3-18[417] SC名称：オークタウン大和高田[417]
敷地面積約35,573m2[417]、鉄筋コンクリート造地上6階建て塔屋1階[417]、延べ床面積約42,656m2[417]、店舗面積約17,384m2[417]（当社店舗面積約11,931m2[417]）、駐車台数約1,000台[417]。
ユニチカの工場跡地に出店した[418]。
跡地には2005年（平成17年）12月8日にライフ大和高田店が開店した[419]。

- 西大和店（1986年（昭和61年）11月21日[420] - 2002年（平成14年）5月31日）北葛城郡上牧町大字上牧3506[420] SC名称:レインボープラザ西大和[420]
敷地面積約31,075m2[420]、鉄筋コンクリート造地下1階地上2階建て塔屋1階[420]、延べ床面積約35,484m2[420]、店舗面積約13,937m2[420]（当社店舗面積約9,370m2[420]）、駐車台数約1,000台[420]。
株式会社 三津富の所有するレインボープラザ「レインボープラザ西大和」内に出店[420]。
店舗跡にはスーパーマーケットKINSHO西大和店（1階、店舗面積約2,022m2）[421]を核店舗とする商業施設が2002年（平成14年）9月28日に開業し[422]KINSHOが2014年8月31日に閉店した。[要出典]
- サカエ天理店（? - ?）[要出典]

- 八木店 → トポス八木店[109]×（1973年（昭和48年）4月[124] - 1993年（平成5年）業態転換 - 1999年（平成11年）6月28日[368]） 橿原市新賀町大字西大垣内251[124] SC名称:八木ショッパーズプラザ[364]
店舗面積約6,319m2[368][124]、駐車台数約285台[364]。

## 和歌山県
- 和歌山店（1981年（昭和56年）2月[127] 28日 - 2013年（平成25年）7月31日[423]） 和歌山市小雑賀805-1[424]
店舗面積約7,500m2[84]、駐車台数約1,000台[84]。
閉店時の直営店舗面積約6,827m2[広報 3]。
敷地面積約10,000m2に建設された2階建てで1階が売り場、2階が駐車場になっていた[425]。1990年（平成2年）度に約91億円の売上を上げていたが、競合他社の相次ぐ出店などで売上不振が続いて2011年（平成23年）度に約23億円にまで減少したことや借地契約満了などのため閉店になった[425]。当店の閉店で、ダイエー資本による直営店は和歌山県内から無くなっていたが、後にグルメシティ近畿を吸収した際に、県下にあった7店舗が直営化して、そのうち田辺SC店が2017年6月24日に「ダイエー」に転換したことで復活している[425]。
店舗跡はオークワが取得し [425]、建物は一部改築して2014年（平成26年）9月4日に「スーパーセンターオークワセントラルシティ和歌山店」が開業した[426]。

- ハイパーマート岩出店（1996年（平成8年）6月28日[427] - 2000年（平成12年）9月30日[206]） 那賀郡岩出町（現：岩出市）
当初は直営であったが、1999年（平成11年）8月1日に株式会社ダイエー・ハイパーマートに移管[広報 1]。株式会社ディー・ハイパーマートには移管されないまま閉店した。[要出典]
閉鎖から約7年経ち、2007年（平成19年）9月20日に「ロッシュコートI」として生まれ変わり、まず2階にヒマラヤが開店した。[独自研究?]
1Fはヒマラヤが開店した後もテナント未定のままだったが、その後、1Fには「マナベ インテリアハーツ」が開店することとなり、2Fの一部を除いてテナントが埋まる予定。ハイパーマート特有のスロープ式のエスカレーターが健在である。[独自研究?]
ダイエー時代の第2駐車場跡地に「ロッシュコートII」が建設され[428]、2008年（平成20年）5月に開店している[429]。家電量販店ジョーシン[428]とドラッグキリンが出店している。[独自研究?]

- ダイエーミドリ美浜店 → サカエ美浜店（旧:ミドリ、1977年（昭和52年）10月21日[430][431] - 2002年（平成14年）6月15日） 日高郡美浜町田井426[432]
店舗面積約2,475m2[430]。
国道42号沿いの大和紡績和歌山工場従業員宿舎跡地に出店した[430]。

- ダイエーミドリ西浜店（旧:ミドリ、? - 2002年（平成14年）3月20日） 和歌山市湊西ノ坪45-1[3]
当初は「ダイエーミドリ和歌山湊店」（鉄骨鉄筋コンクリート造地上2階建て塔屋付、延べ床面積約10,209m2、店舗面積約5,947m2、直営店舗面積約3,562m2）として届出を行った[3]。
跡地には2002年（平成14年）5月にオークワが居抜き出店[433]。同社の大浦街道店となった。[要出典]